# 大发Terios
大发Terios（日语： Daihatsu Teriosu）是一款由大发汽车和丰田汽车生產的运动型多用途车。
車名“Terios”一名源于古希腊语词語，意思為“让梦想成真”。
大發Terios目前於東南亞、非洲、拉丁美洲、中東地區、南亞及東亞等地銷售。

## 第一代（J100/F500; 1997）

### 各地款式

#### 澳大利亚

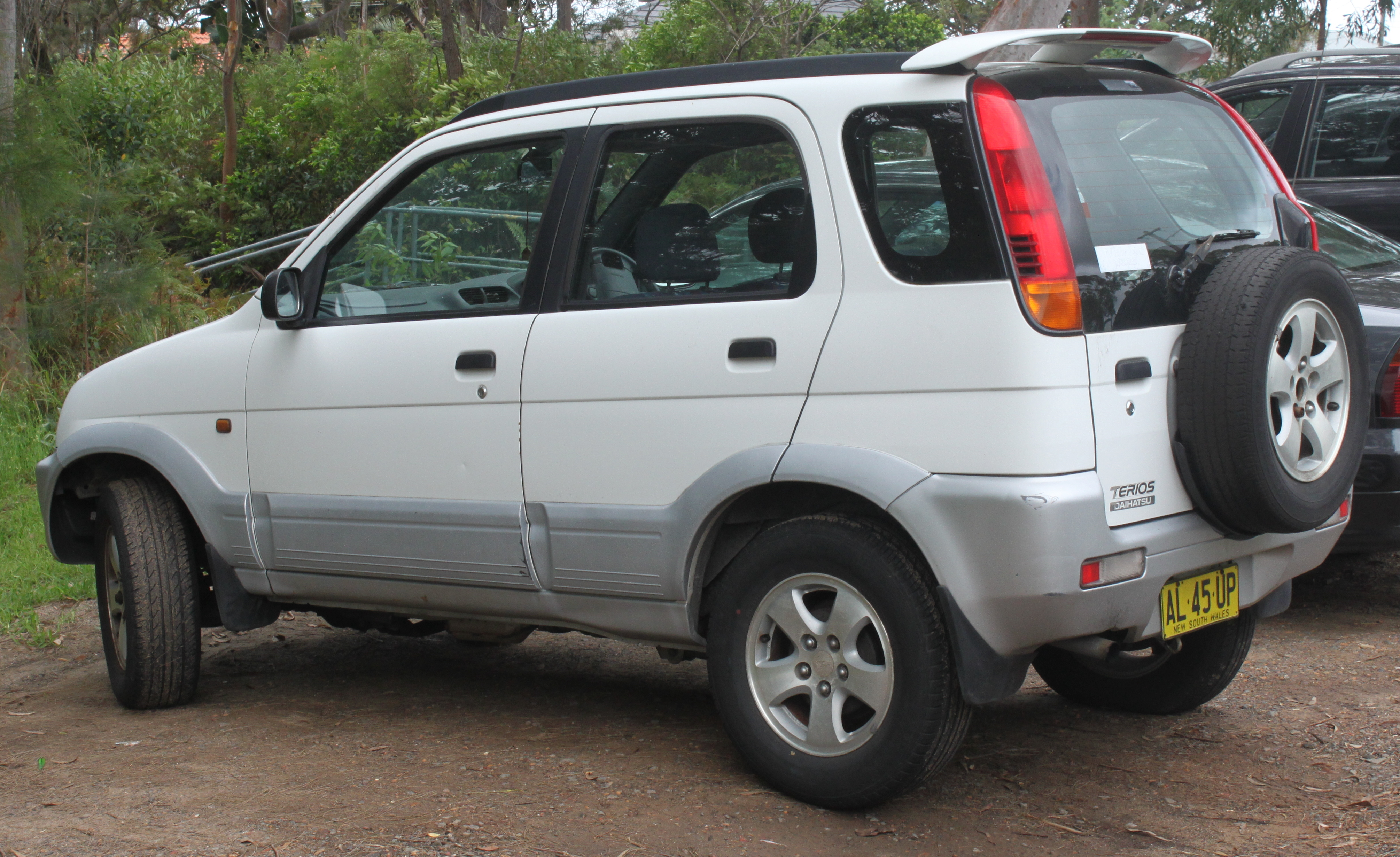
1999 Daihatsu Terios SX（J100；澳大利亚）
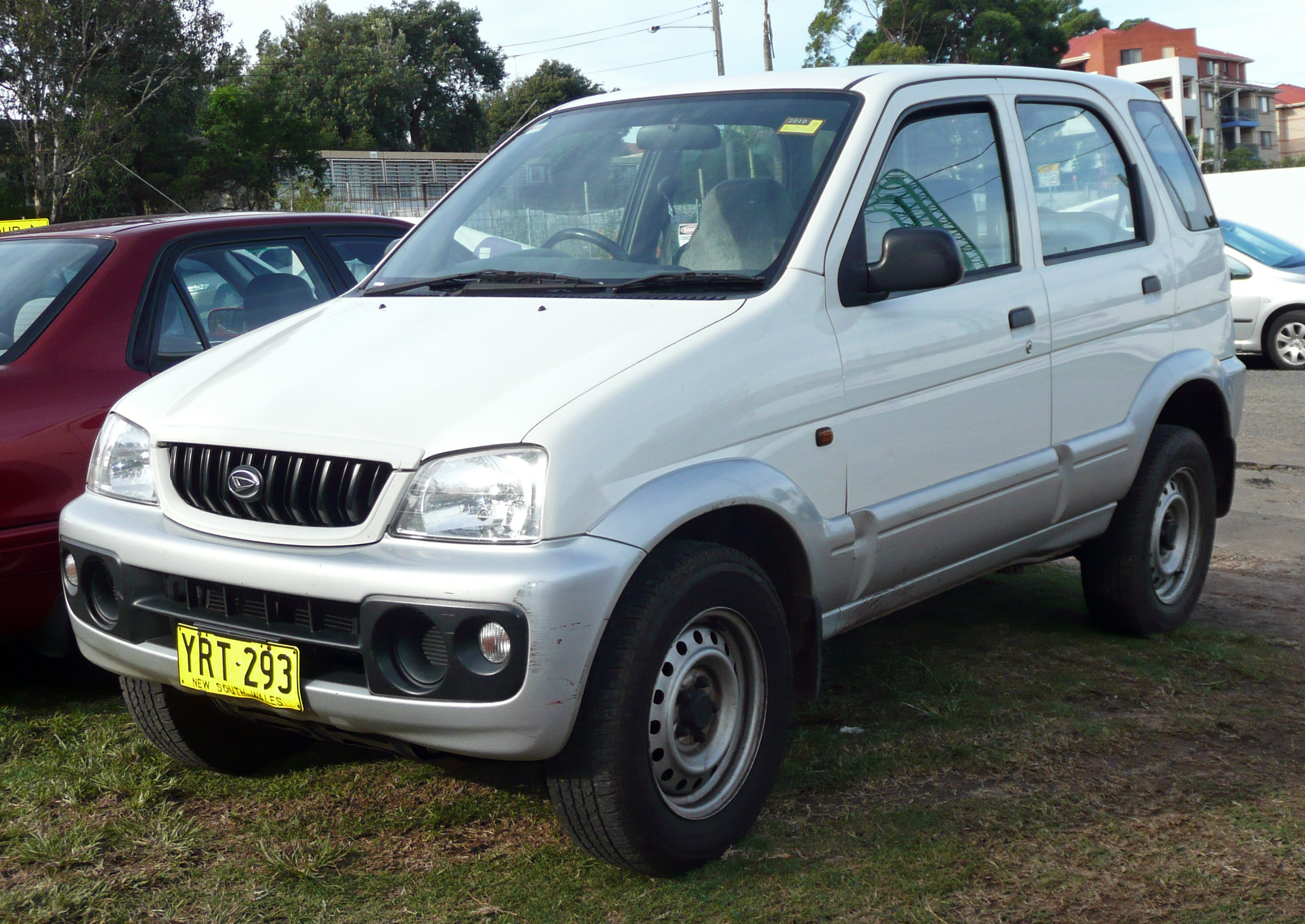
2002 Daihatsu Terios DX（J102G；小改款，澳大利亚）
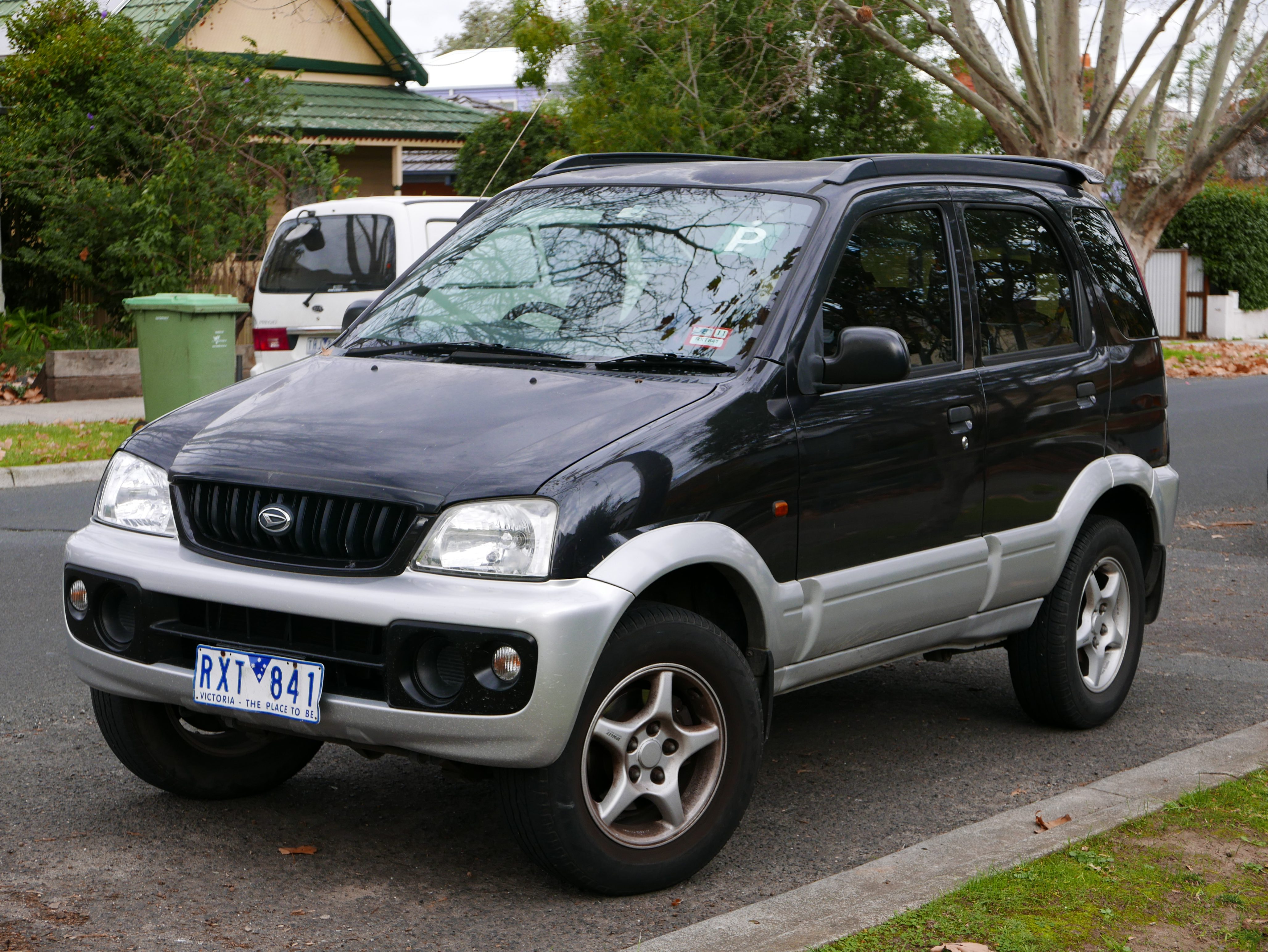
2002 Daihatsu Terios SX（J102G；小改款，澳大利亚）
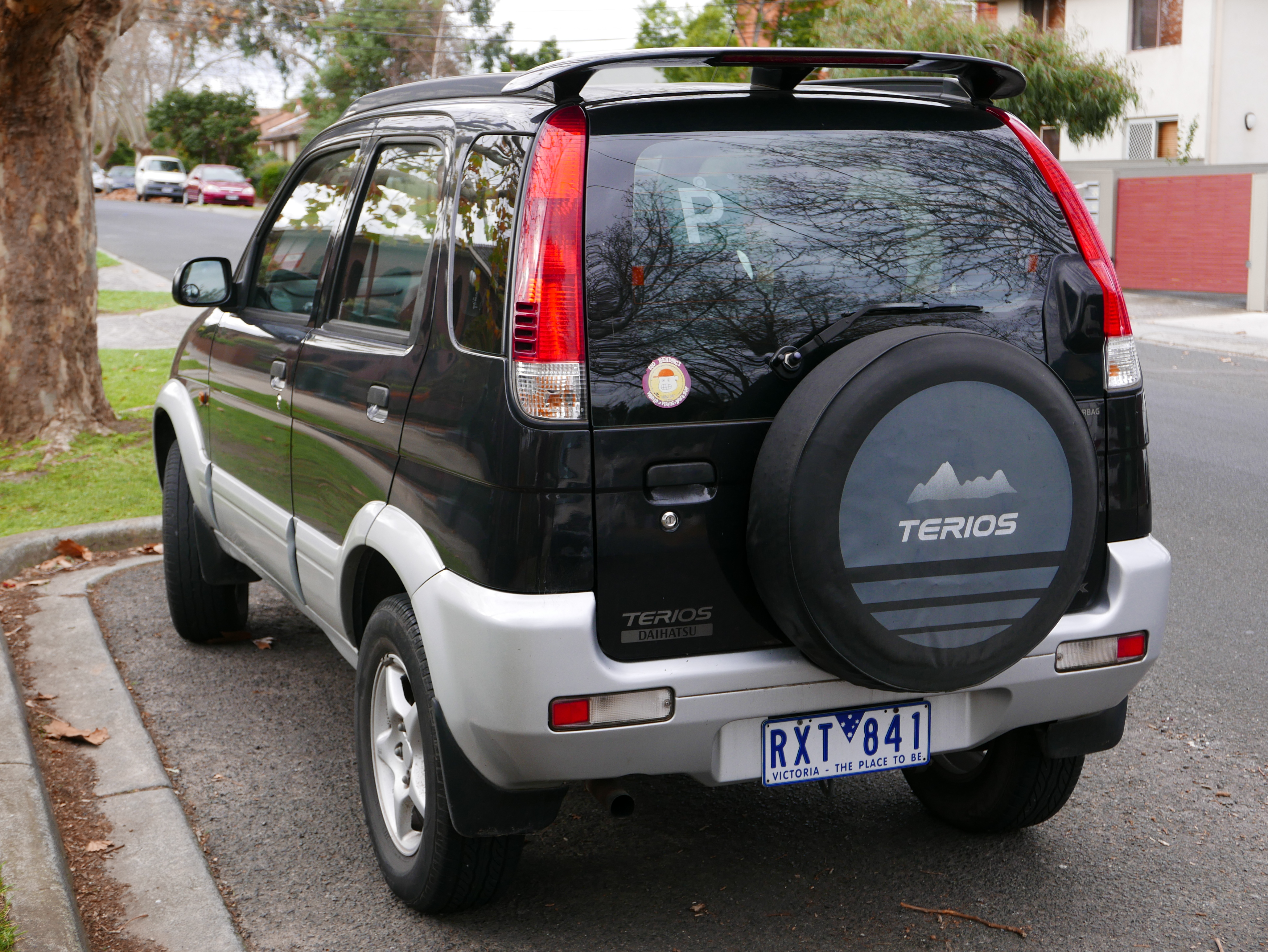
2002 Daihatsu Terios SX（J102G；小改款，澳大利亚）

#### 日本

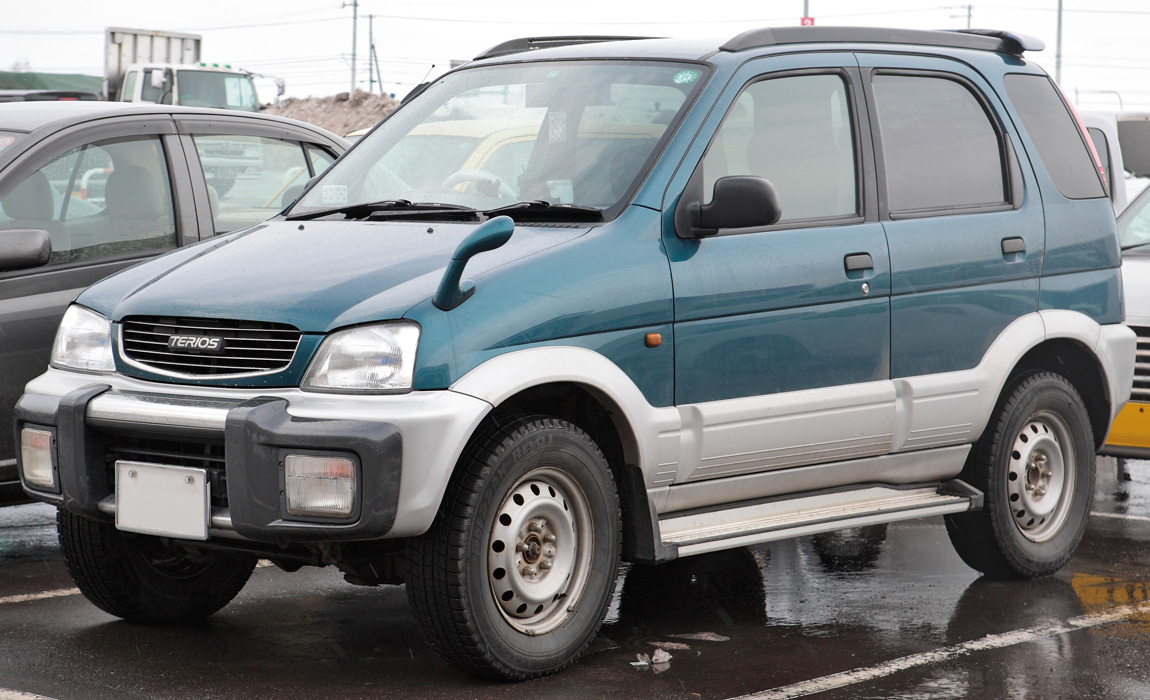
Daihatsu Terios（日本）
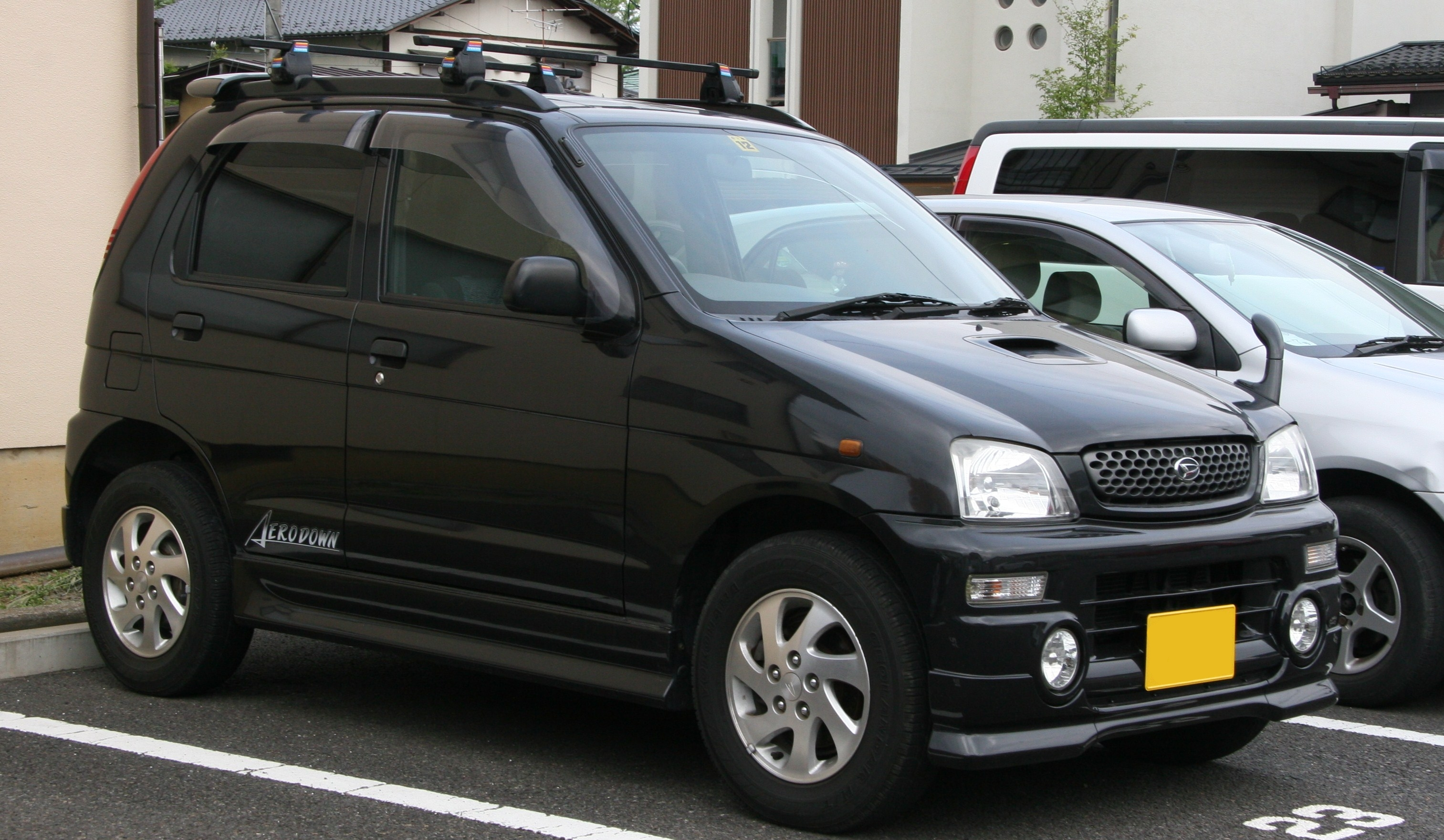
Daihatsu Terios Kid Aerodown（日本）
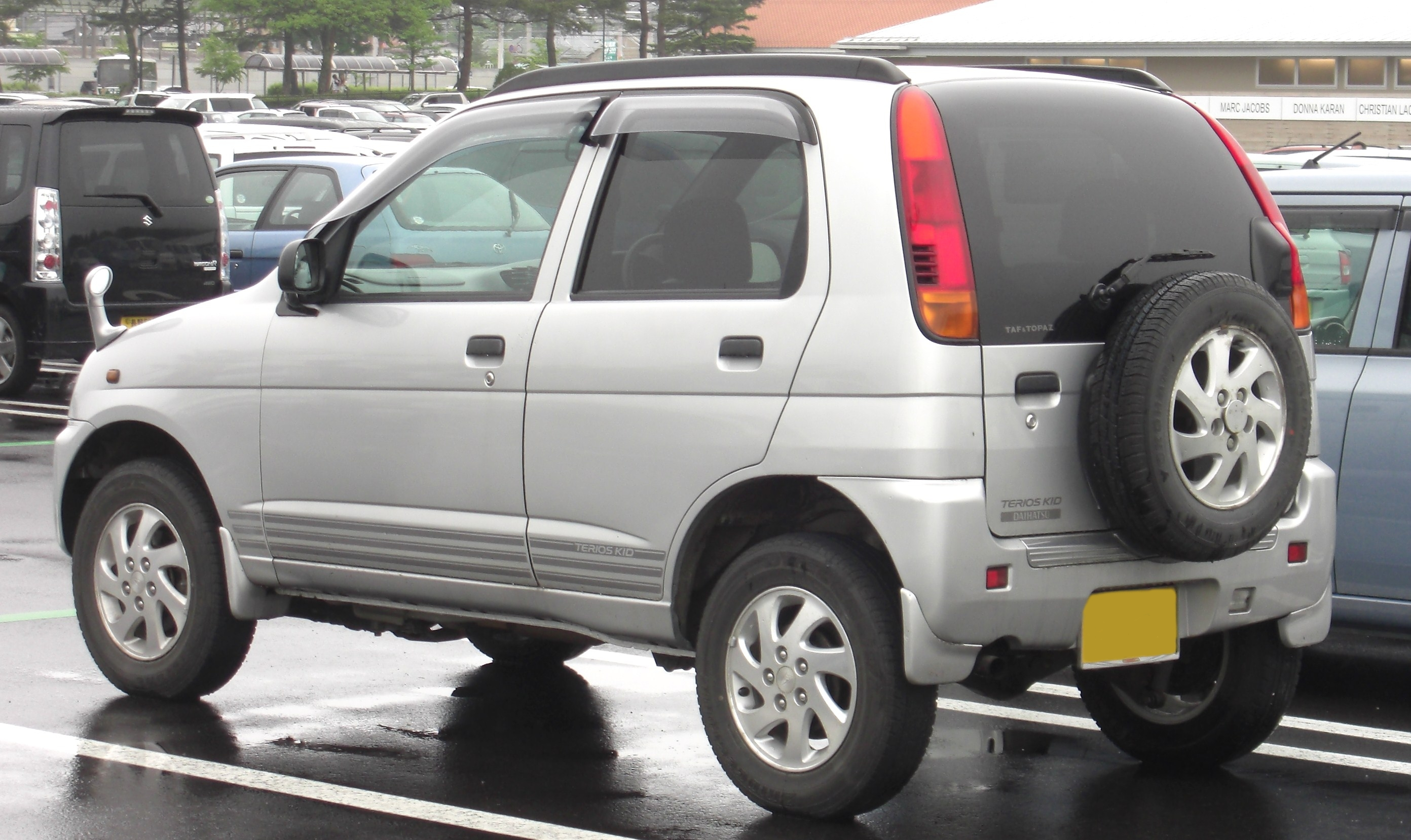
Daihatsu Terios Kid（日本）
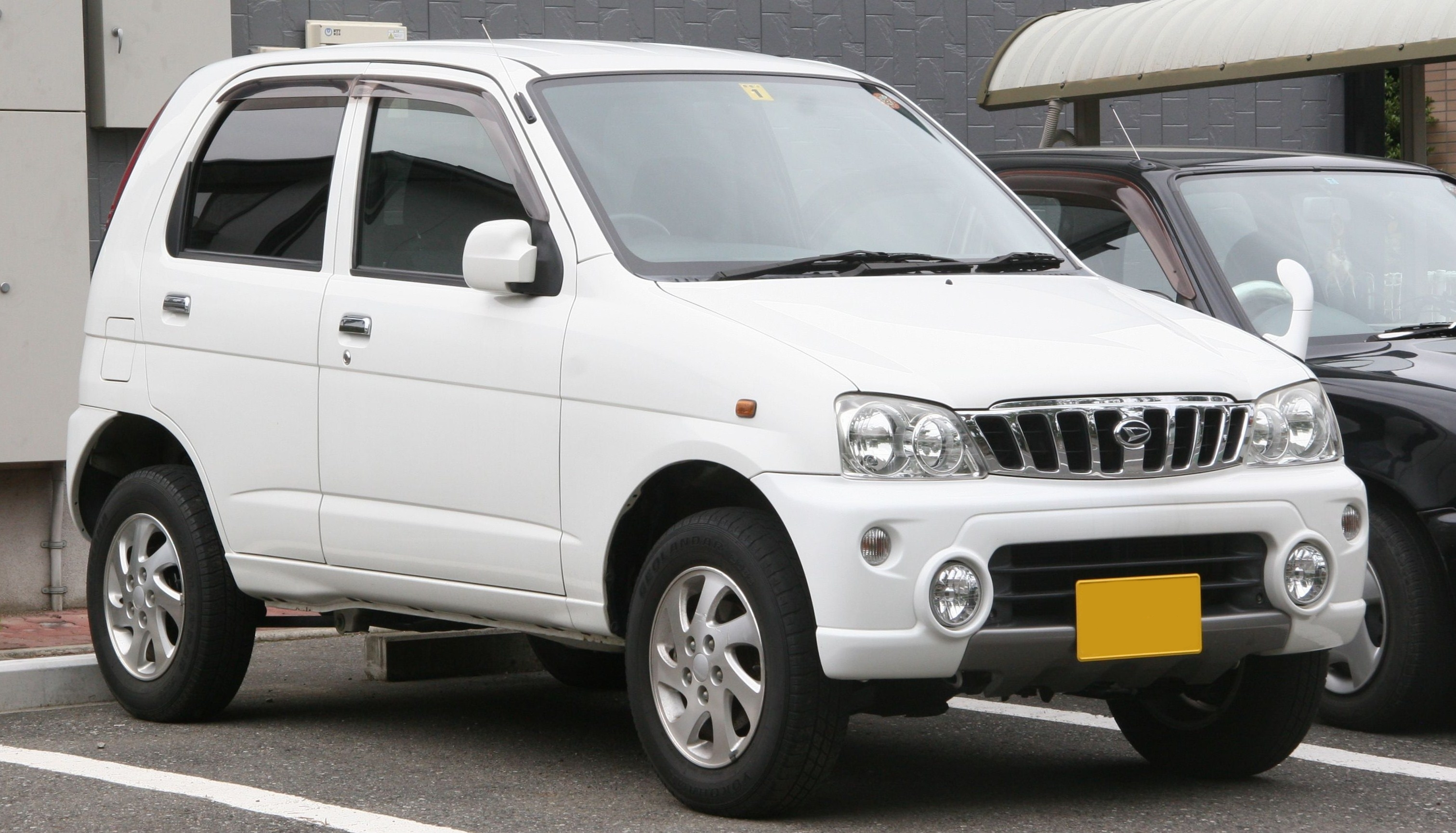
Daihatsu Terios Kid（第一次小改款，日本）
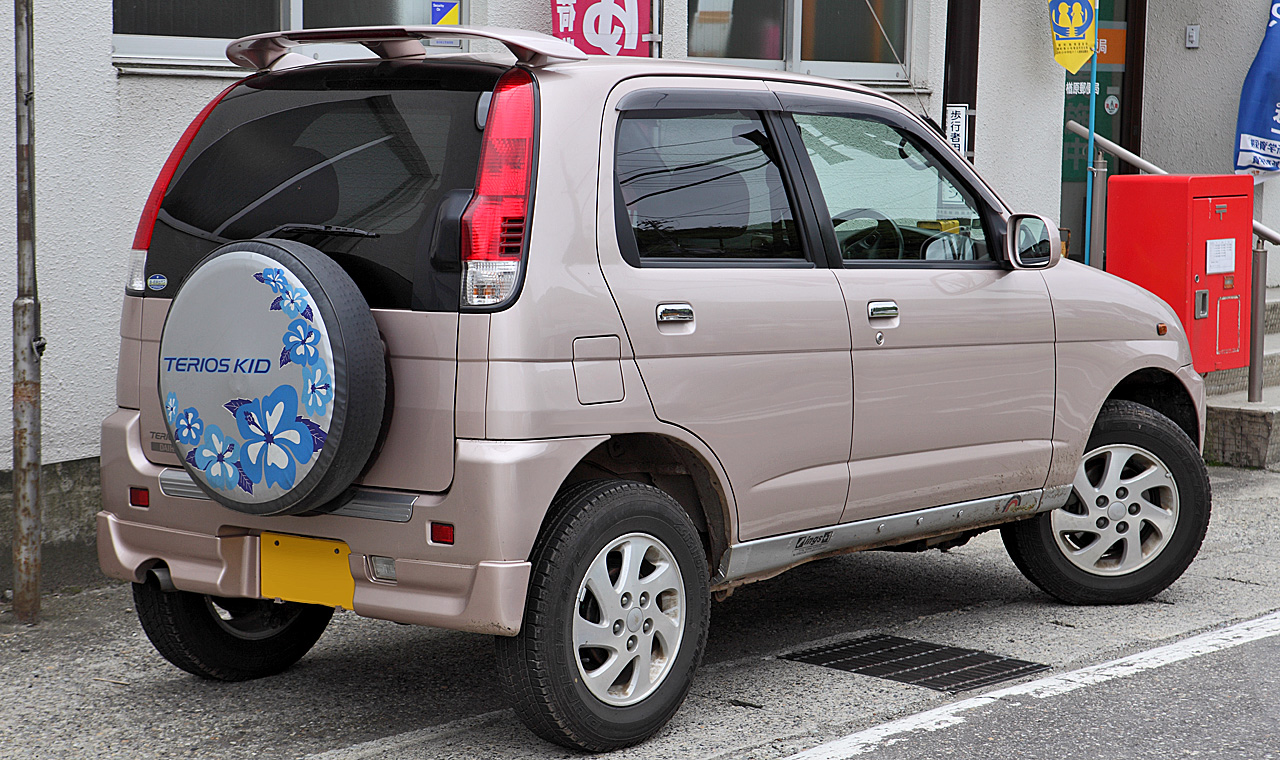
Daihatsu Terios Kid（第一次小改款，日本）
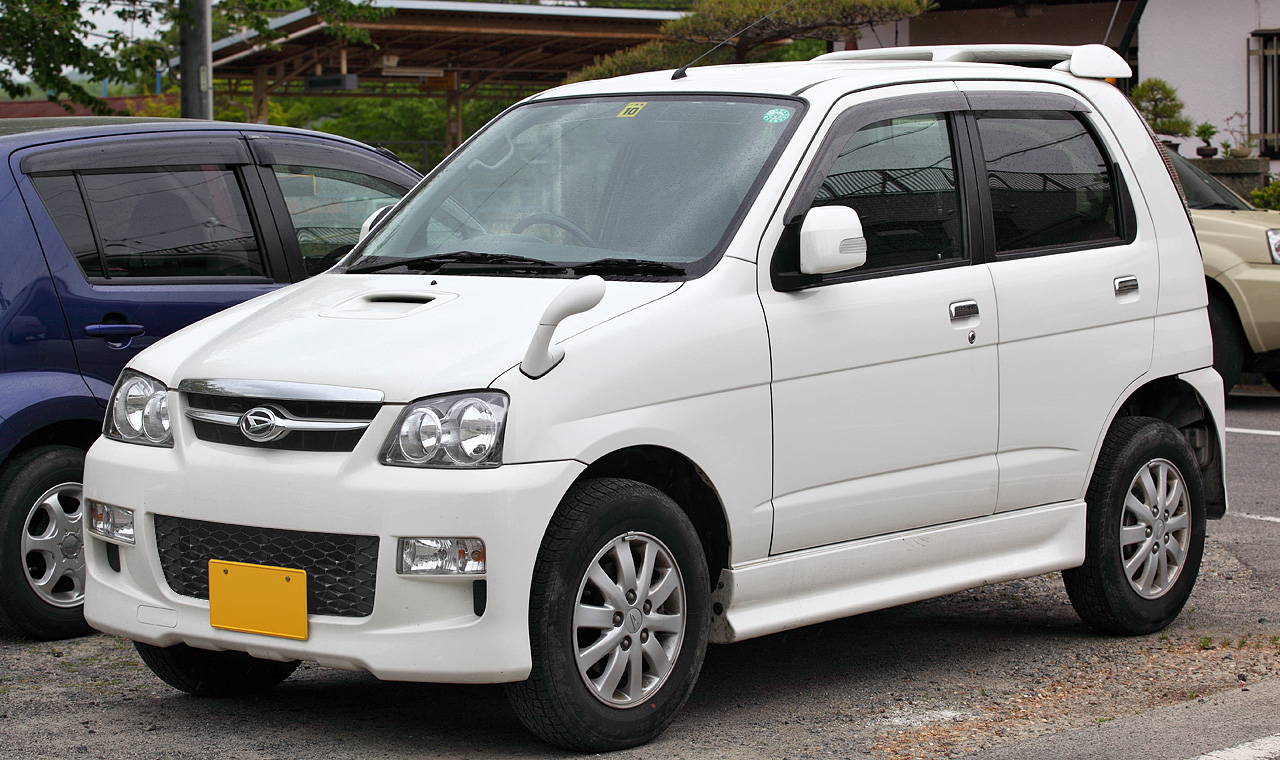
Daihatsu Terios Kid Custom（第二次小改款，日本）
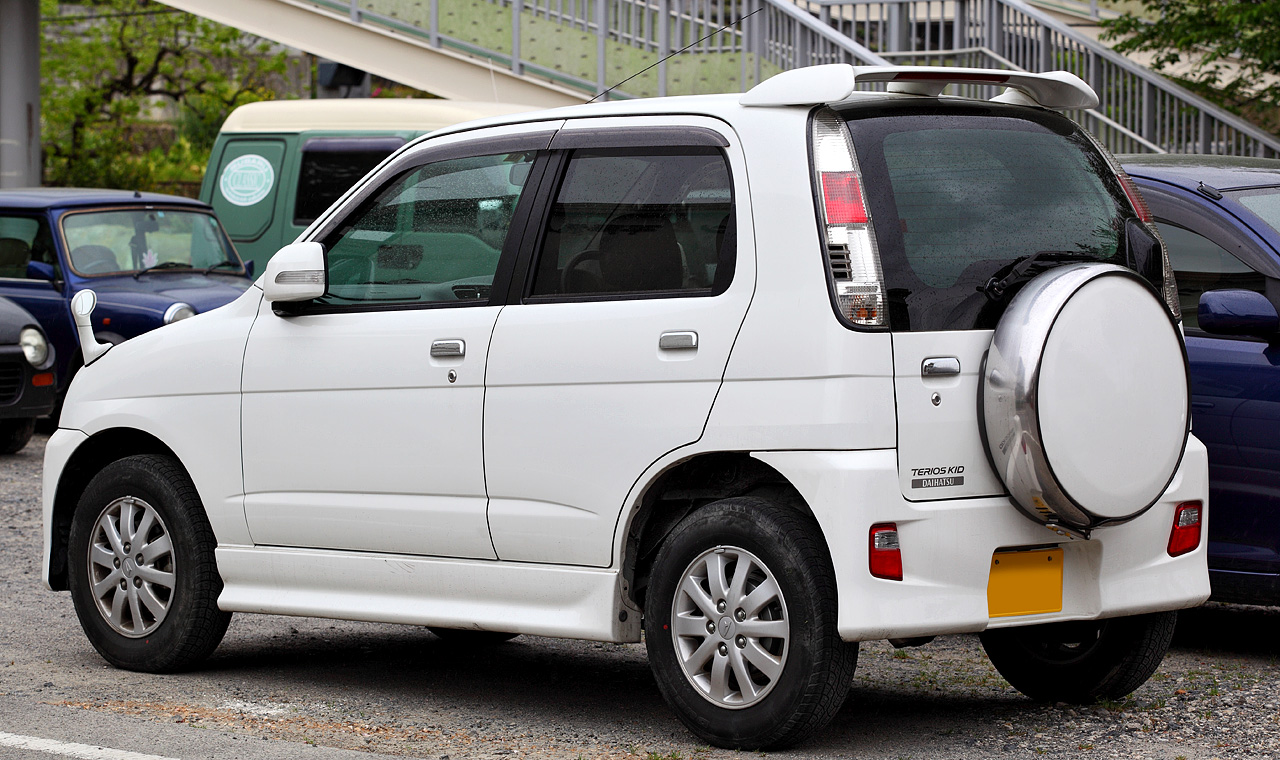
Daihatsu Terios Kid Custom（第二次小改款，日本）
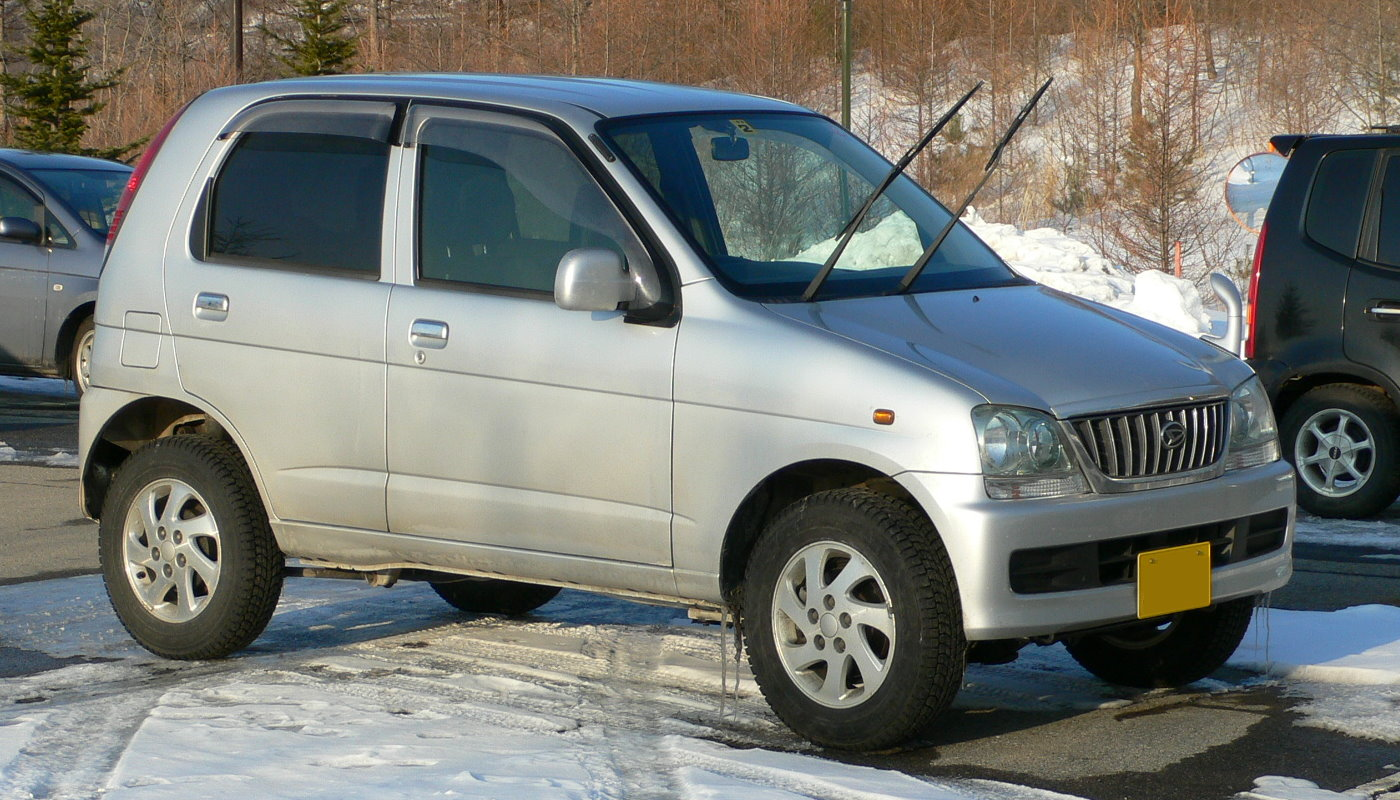
Daihatsu Terios Lucia（日本）
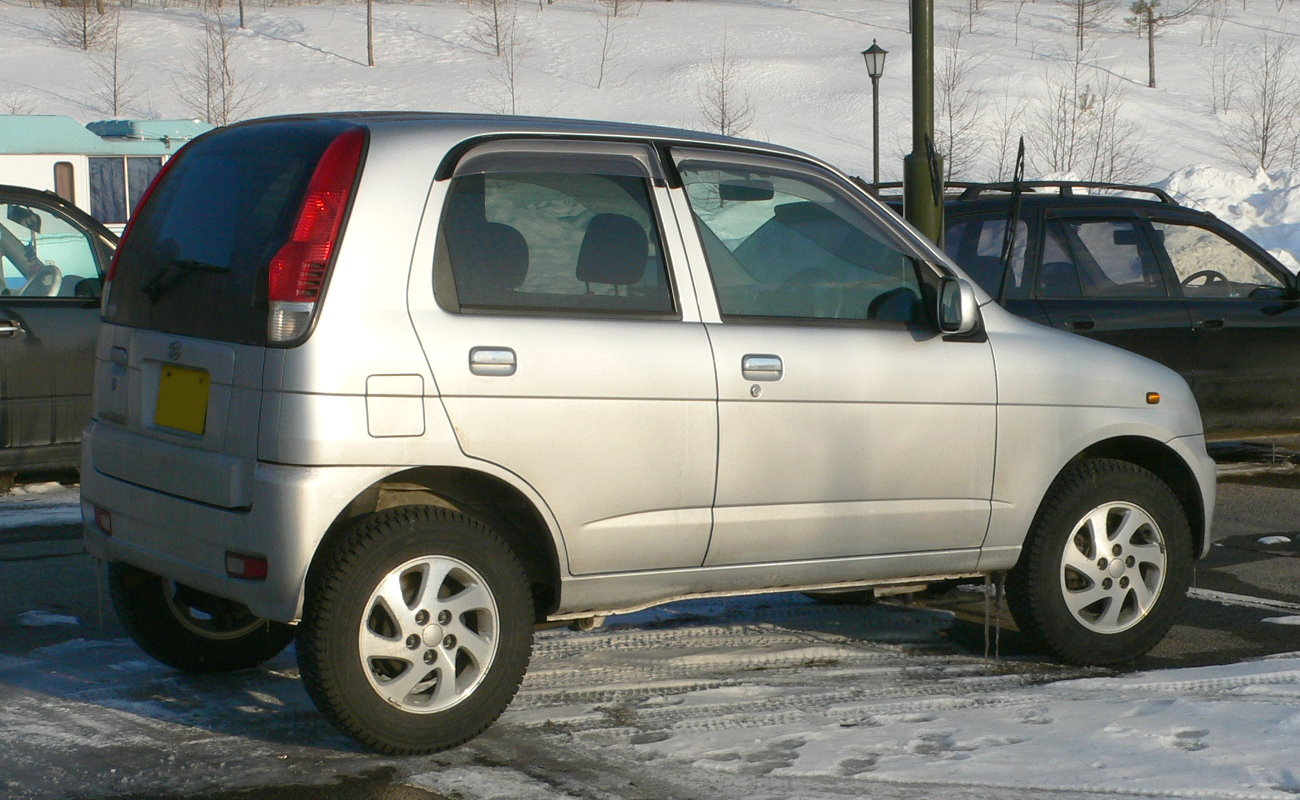
Daihatsu Terios Lucia（日本）
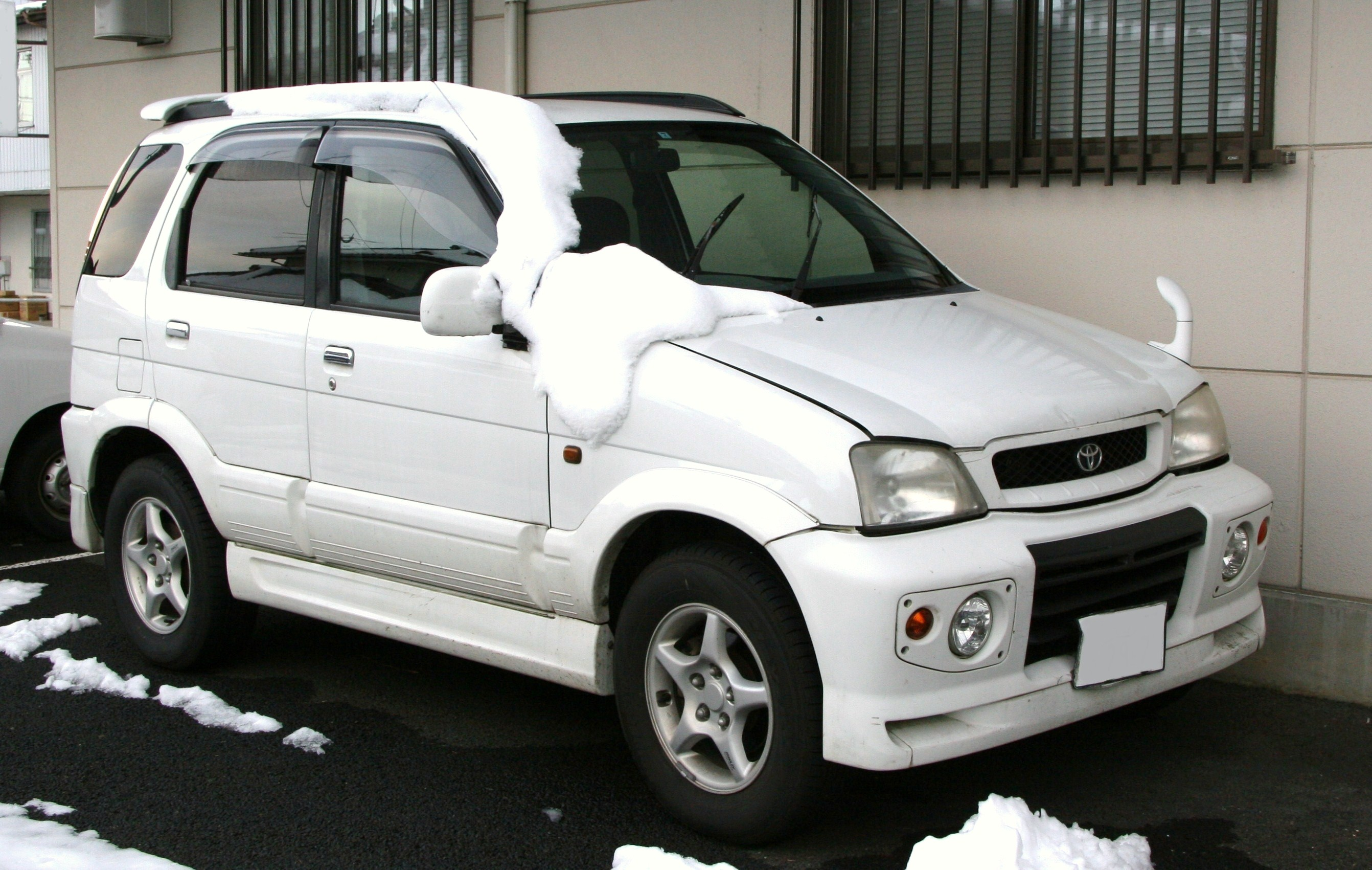
Toyota Cami Q Aero Version（日本）
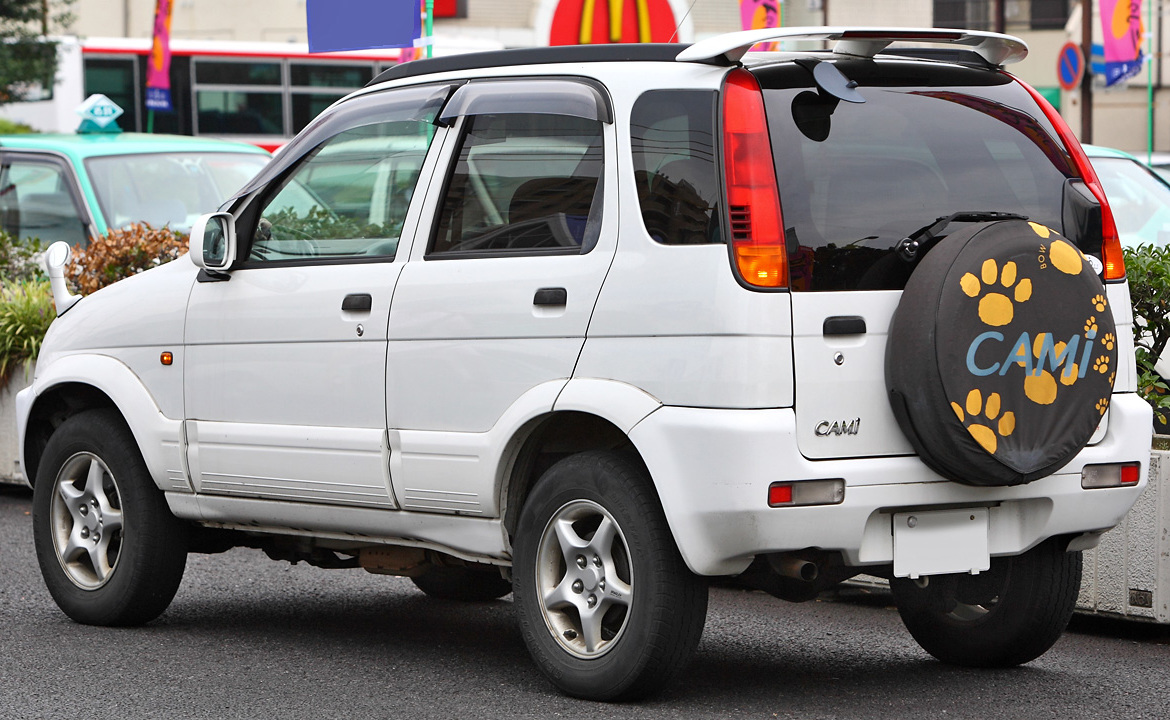
Toyota Cami（日本）
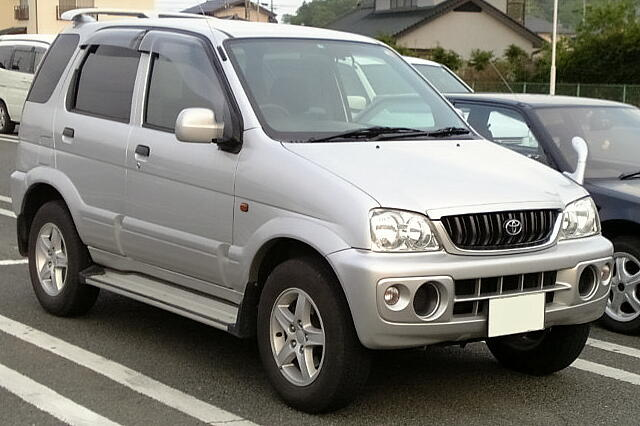
Toyota Cami（第一次小改款，日本）

#### 马来西亚

##### Perodua Kembara

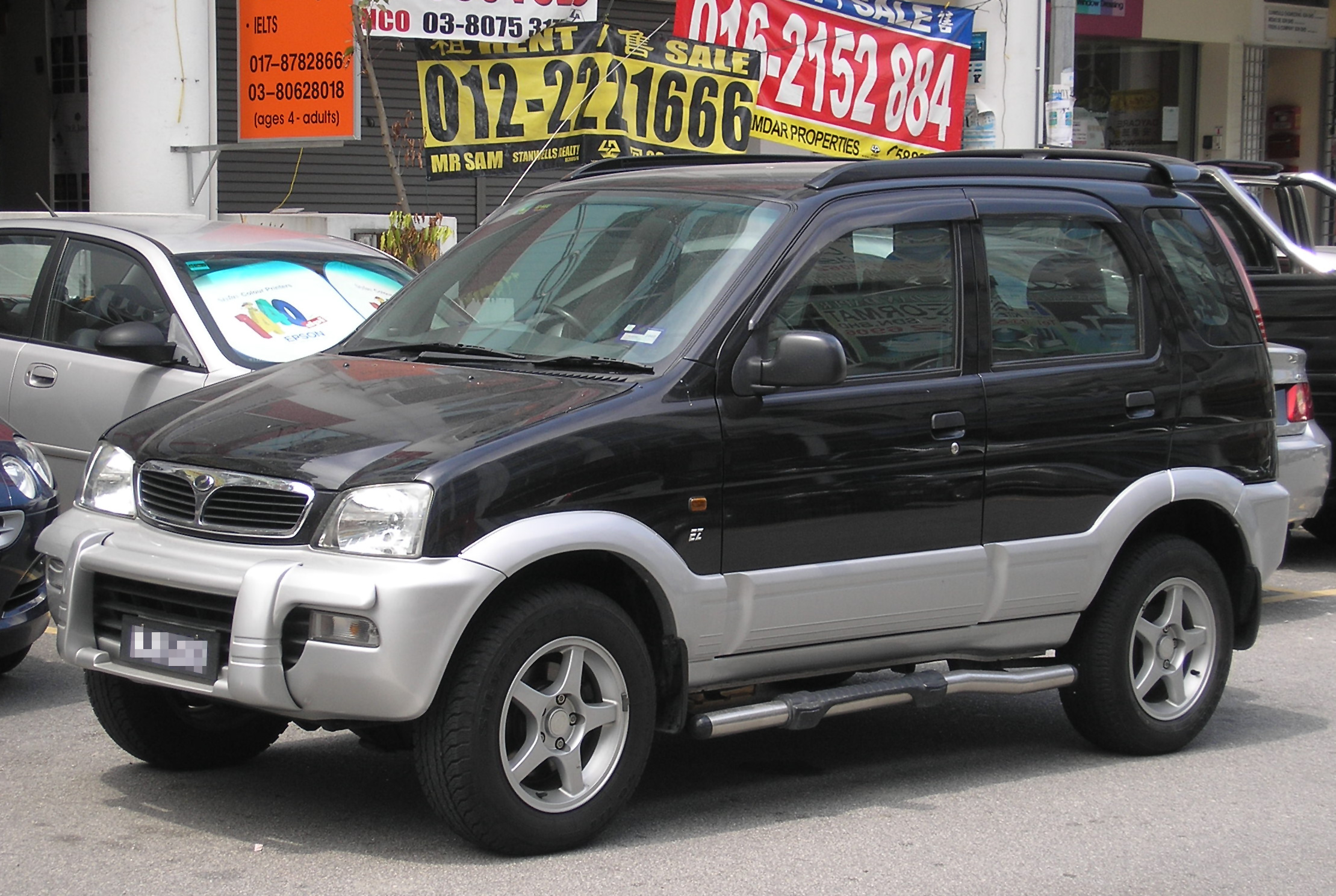
Perodua Kembara（马来西亚）
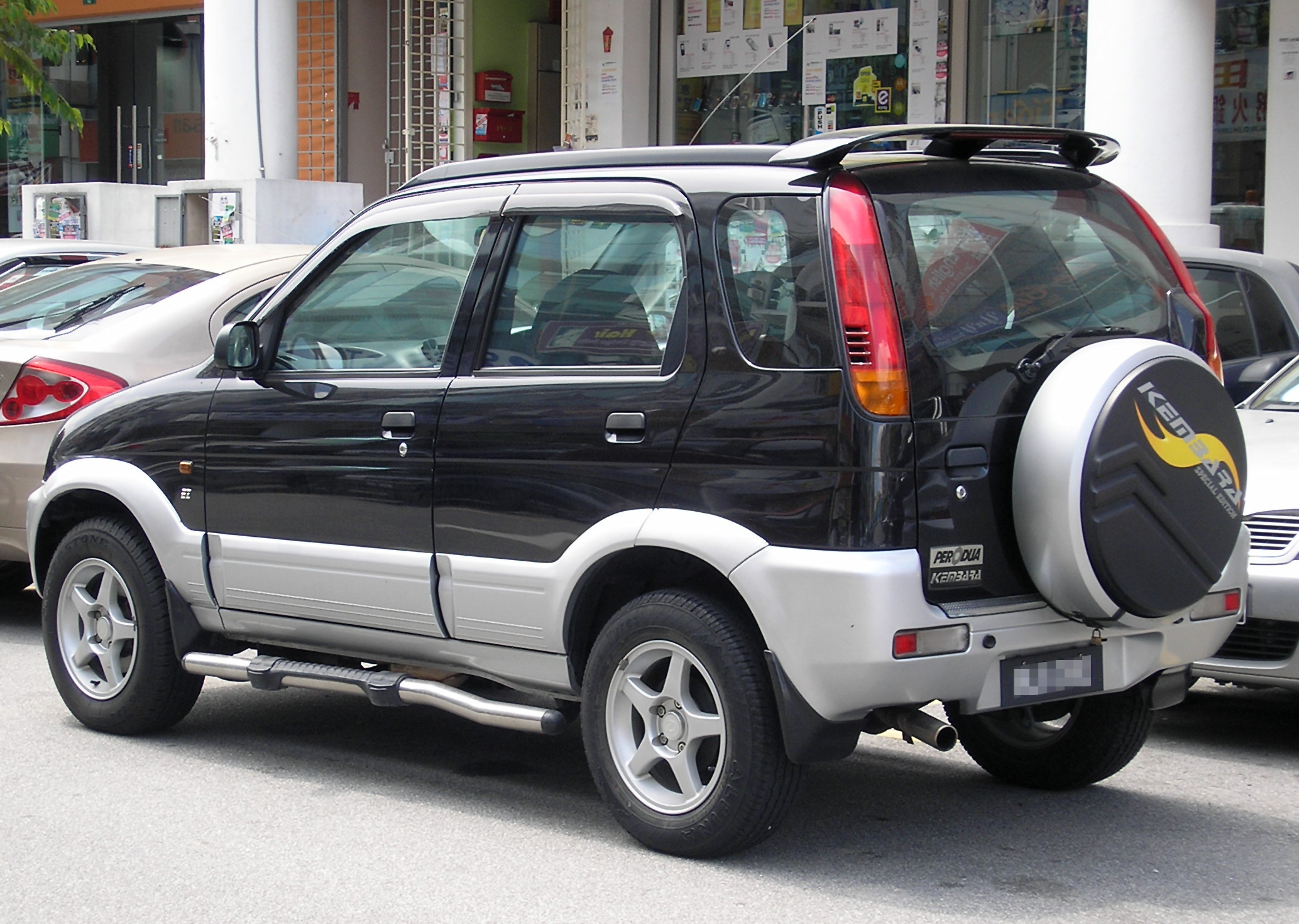
Perodua Kembara（马来西亚）
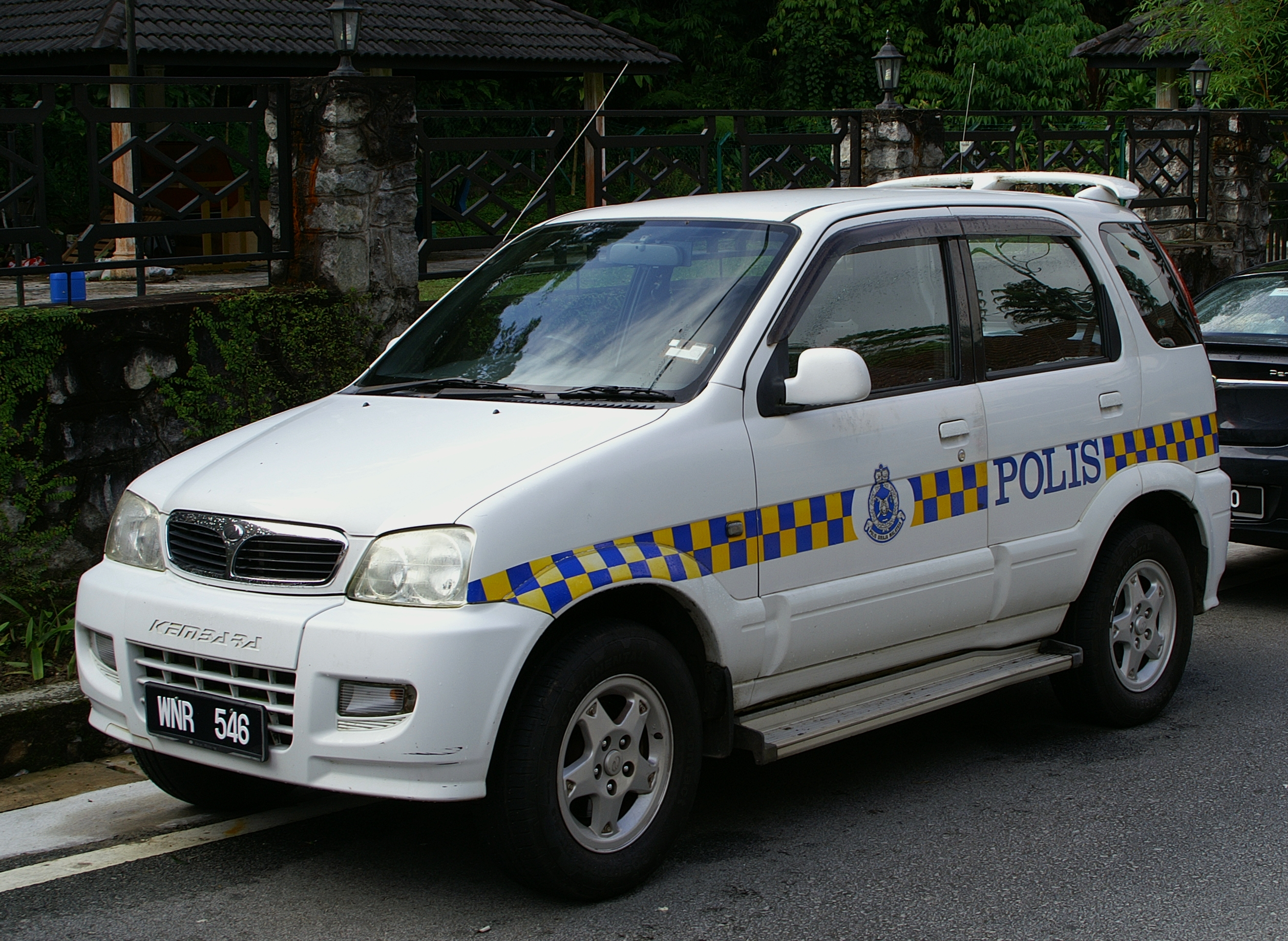
Perodua Kembara（小改款，马来西亚）
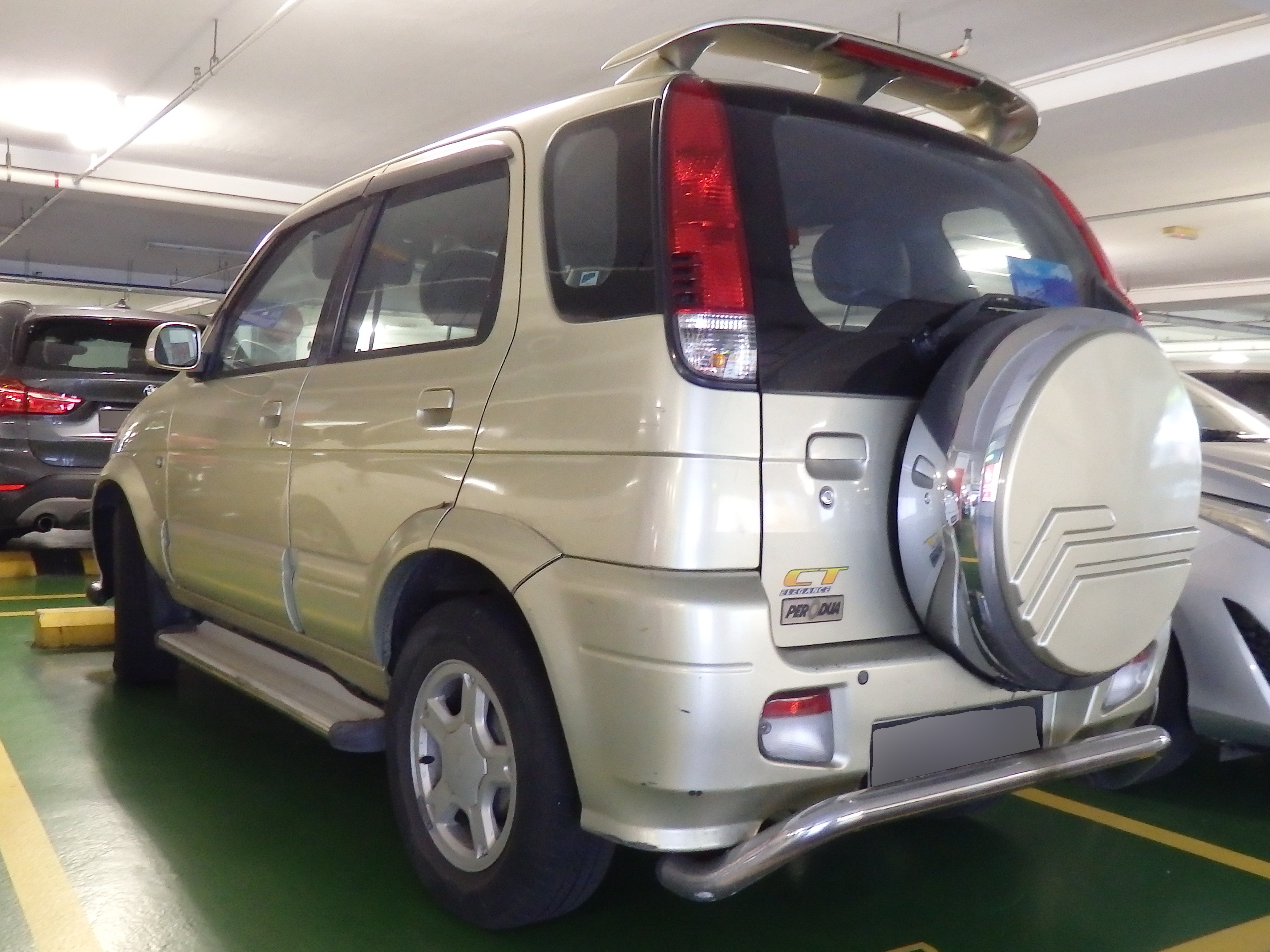
Perodua Kembara（小改款，马来西亚）

#### 印尼
Daihatsu以两种轴距版本即短轴距版本（SWB）和长轴距版本（LWB）销售。

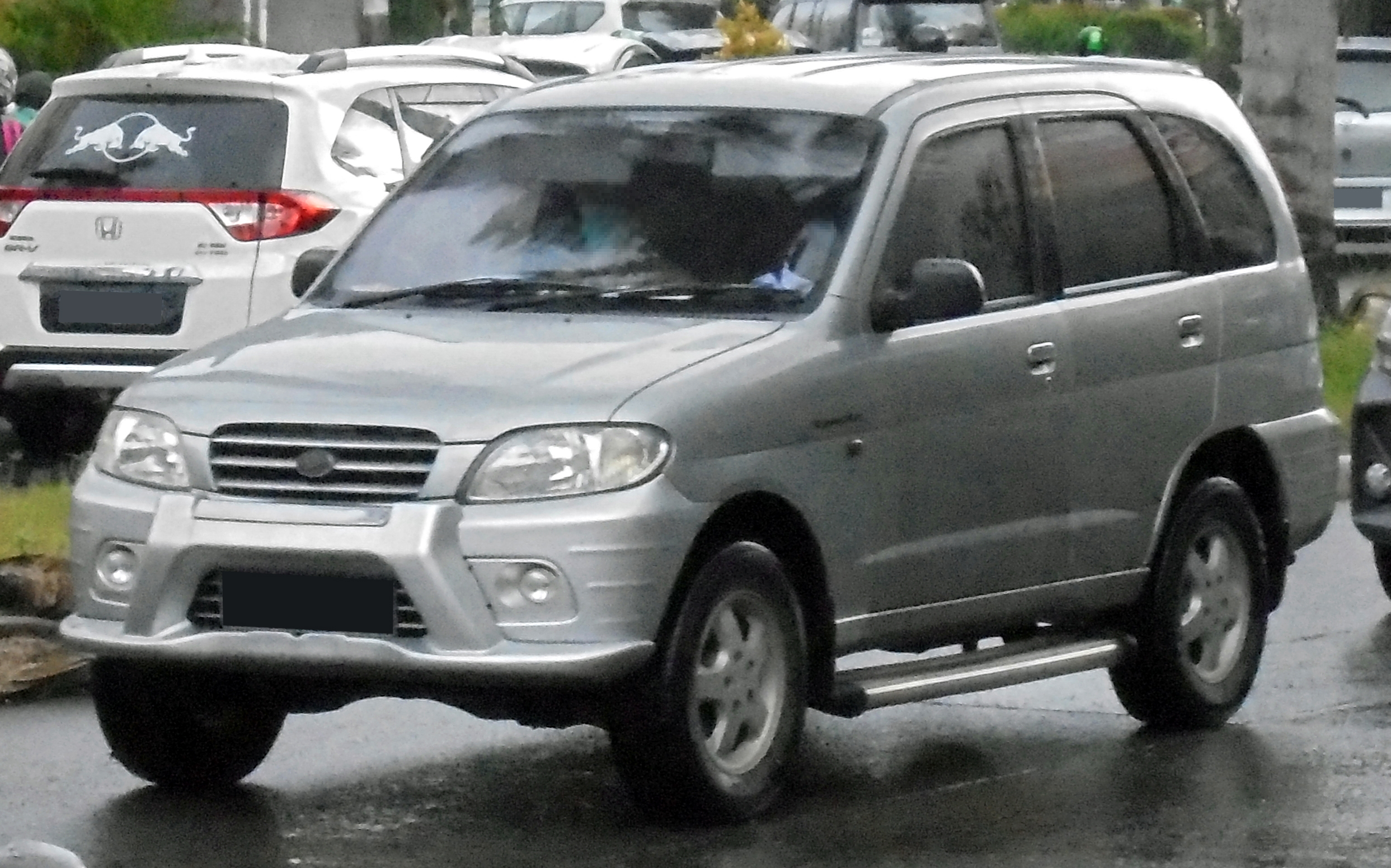
2002 Daihatsu Taruna CX（SWB，印尼）
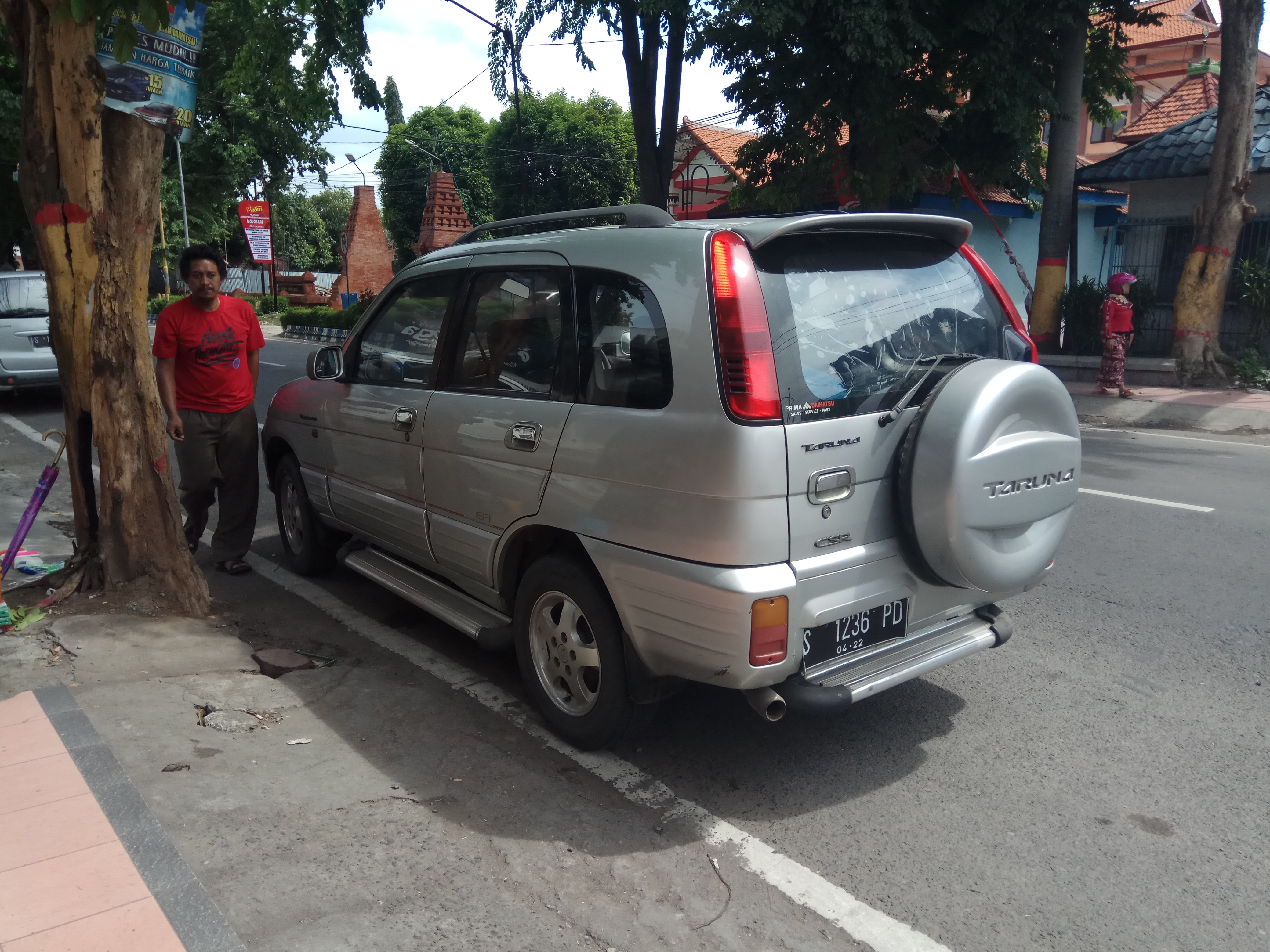
2001 Daihatsu Taruna CSR（SWB，印尼）
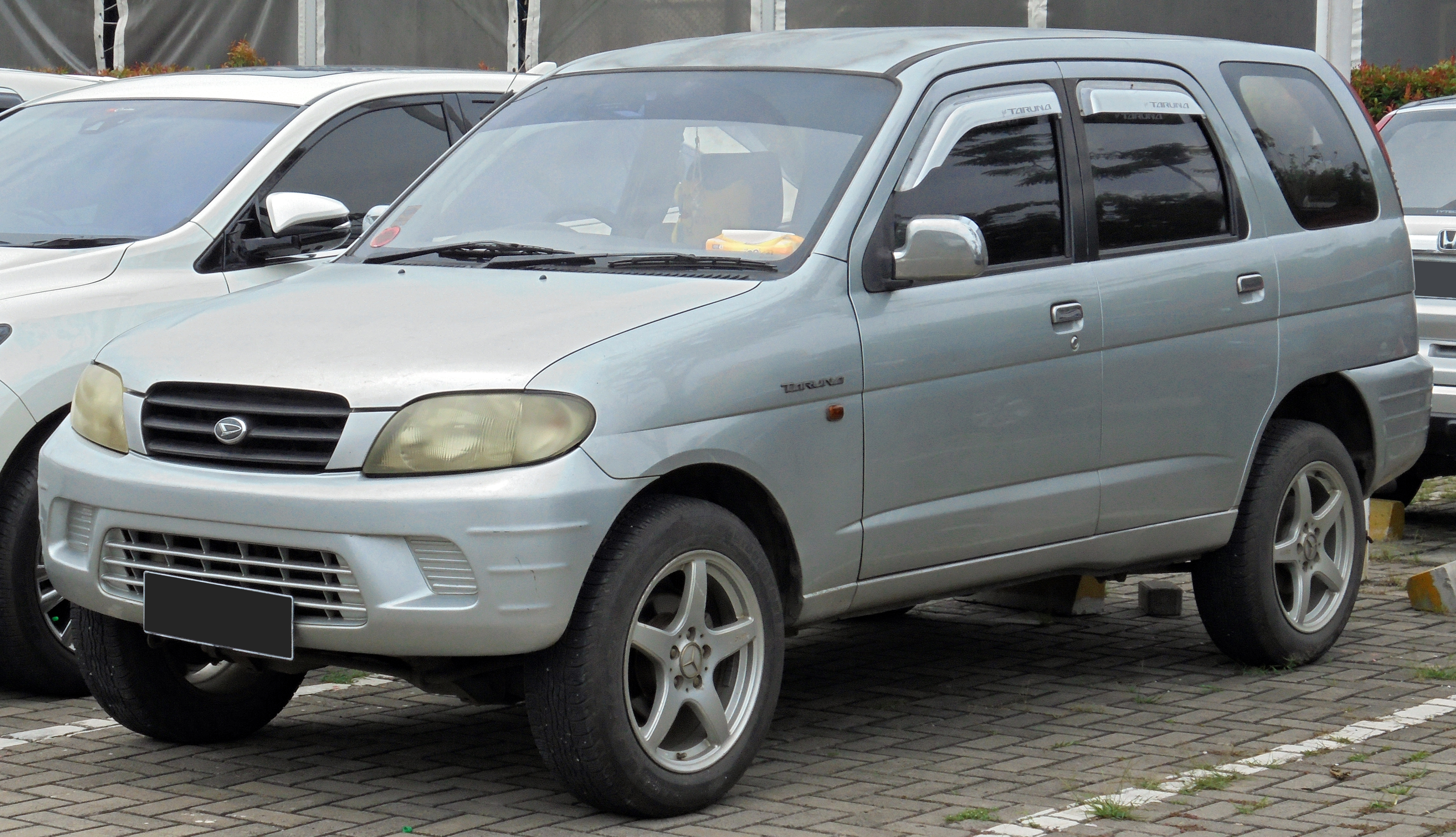
2001–2003 Daihatsu Taruna FL（LWB，印尼）
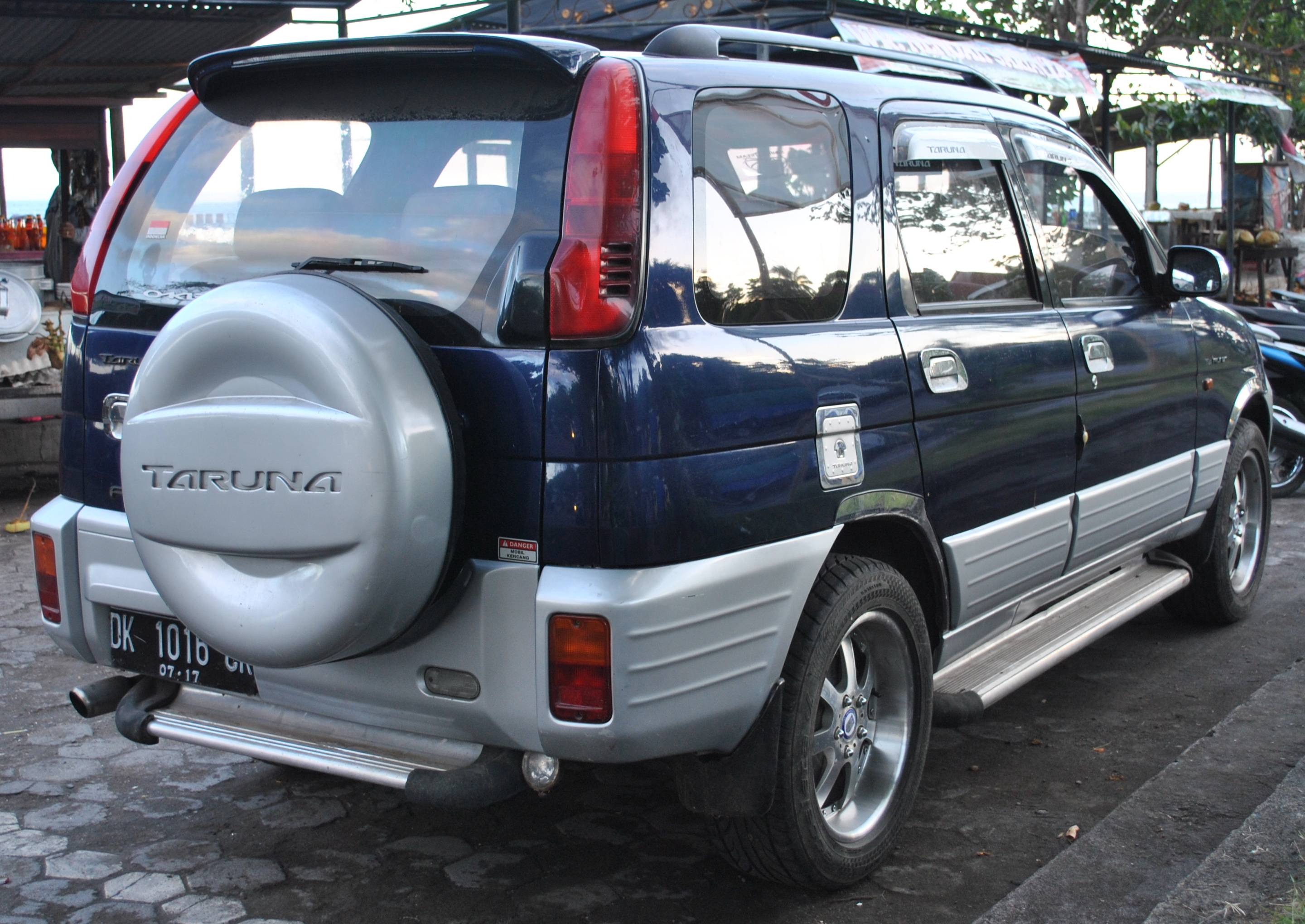
2001–2003 Daihatsu Taruna FGX（LWB，印尼）
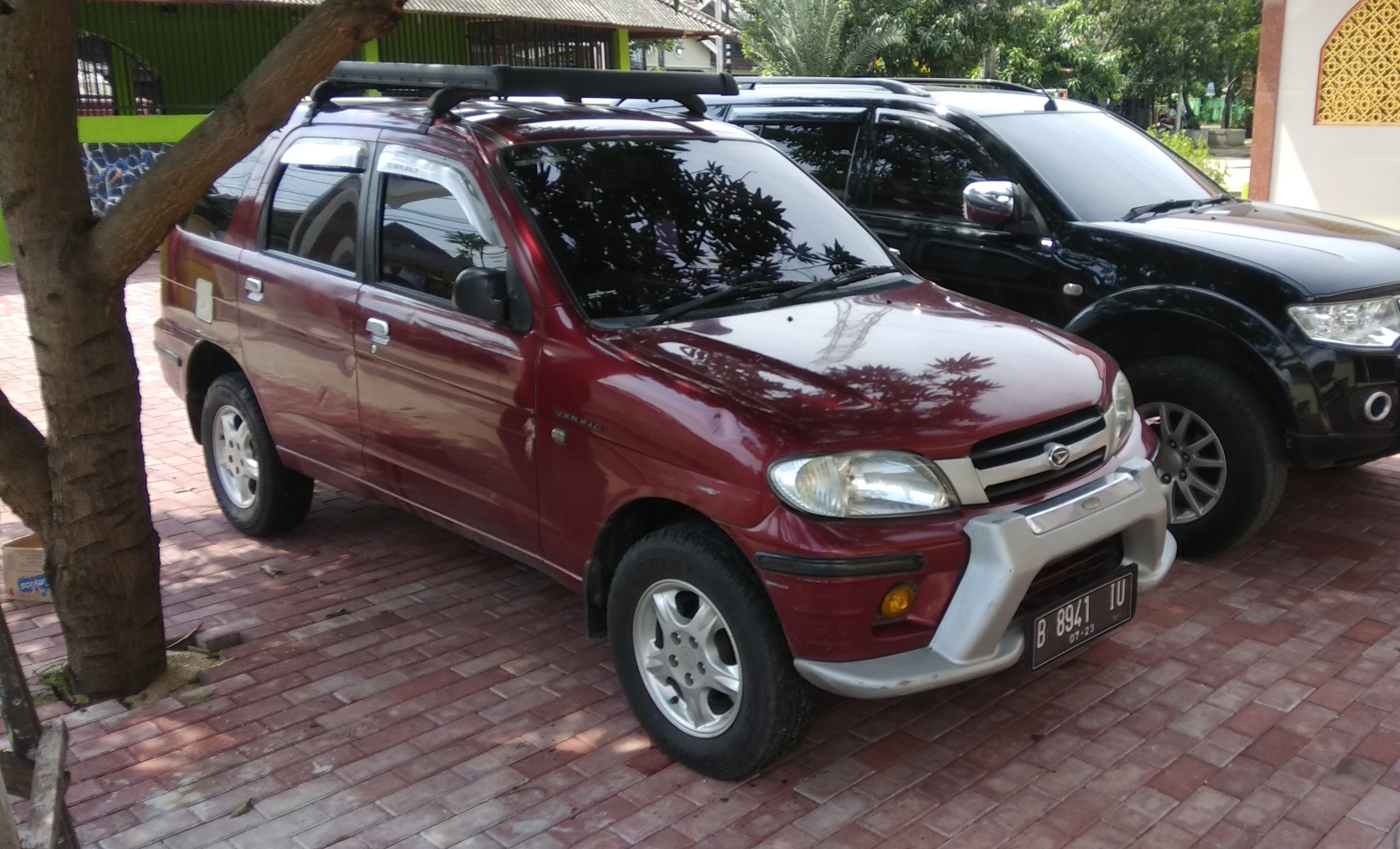
2003–2004 Daihatsu Taruna FX（LWB，印尼）
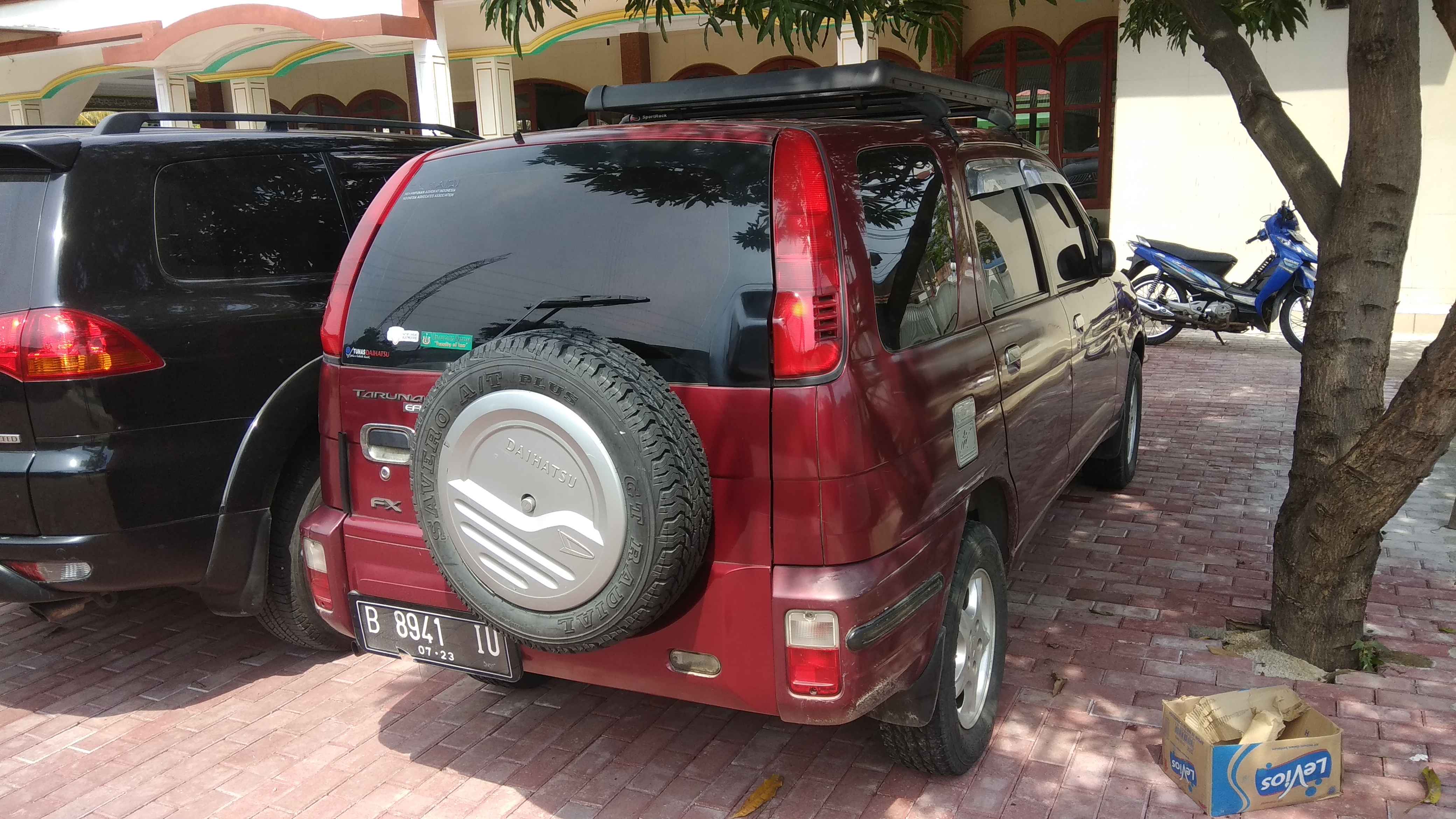
2003–2004 Daihatsu Taruna FX（LWB，印尼）
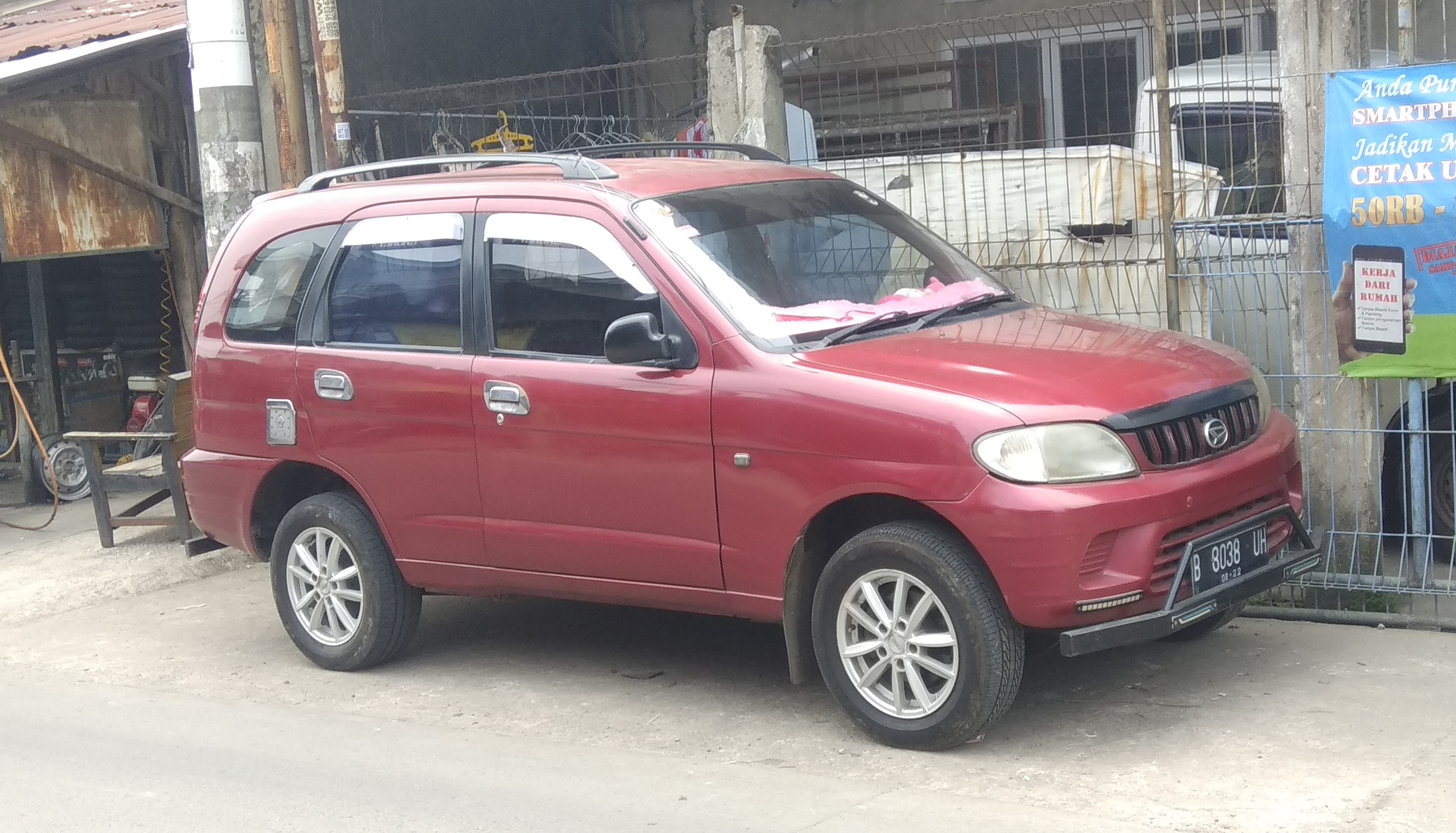
2004–2005 Daihatsu Taruna CX（SWB，印尼）
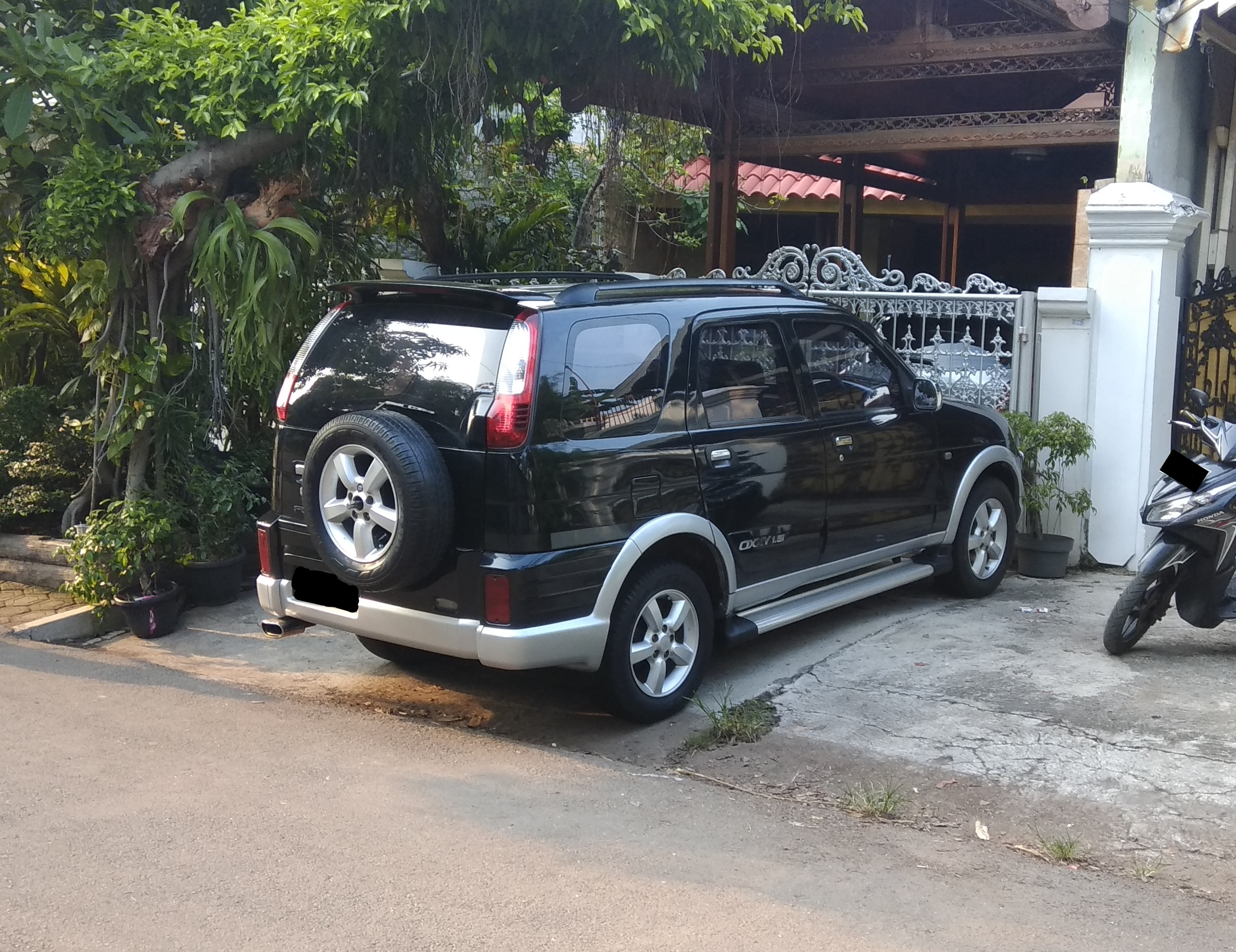
2005–2006 Daihatsu Taruna Oxxy（LWB，印尼）

## 第二代（J200/F700；2006）
第二代Terios亦以Toyota Rush推出。这款车以两种轴距版本即短轴距版本和长轴距版本销售。

### 各地款式

#### 日本

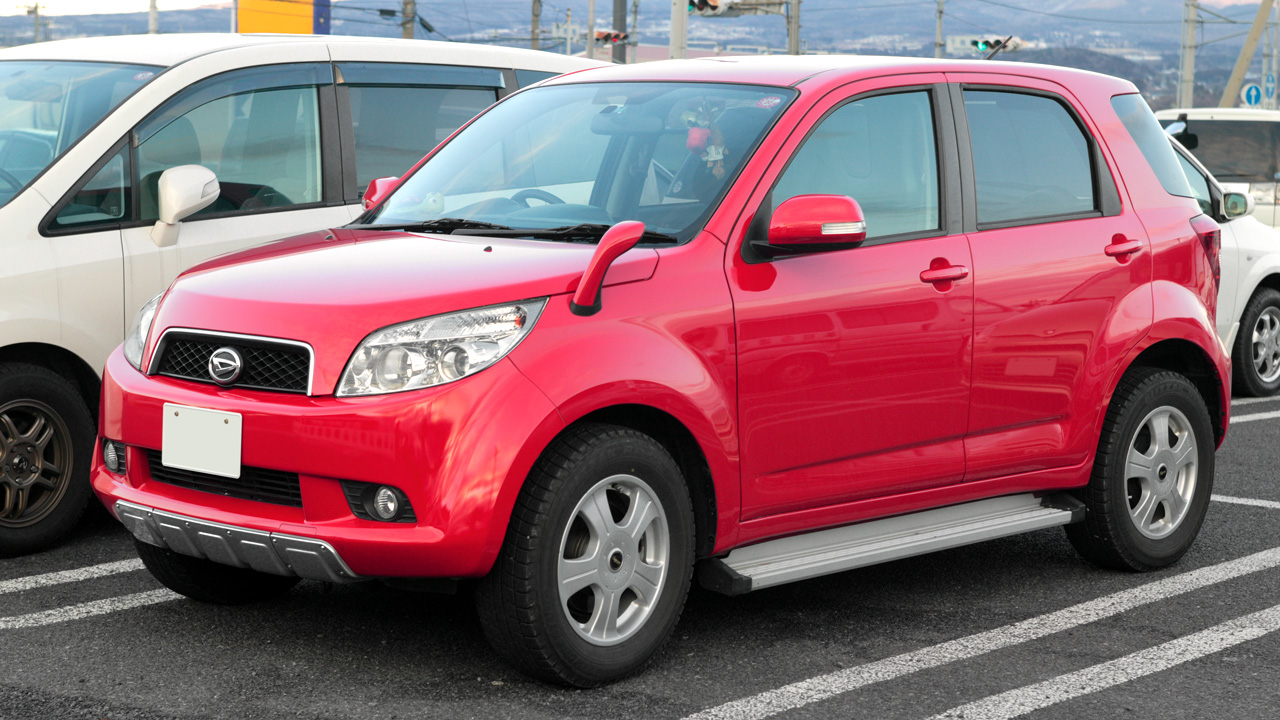
Daihatsu Be‣go（J200G；日本）
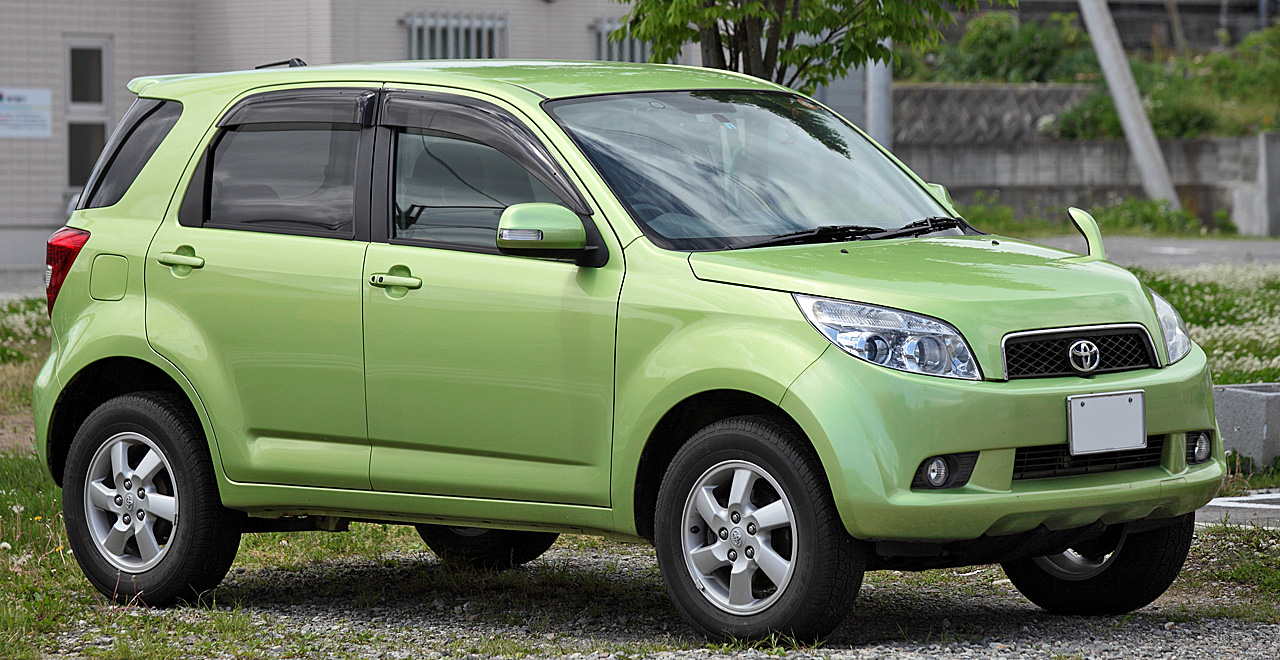
Toyota Rush（J200E；日本）
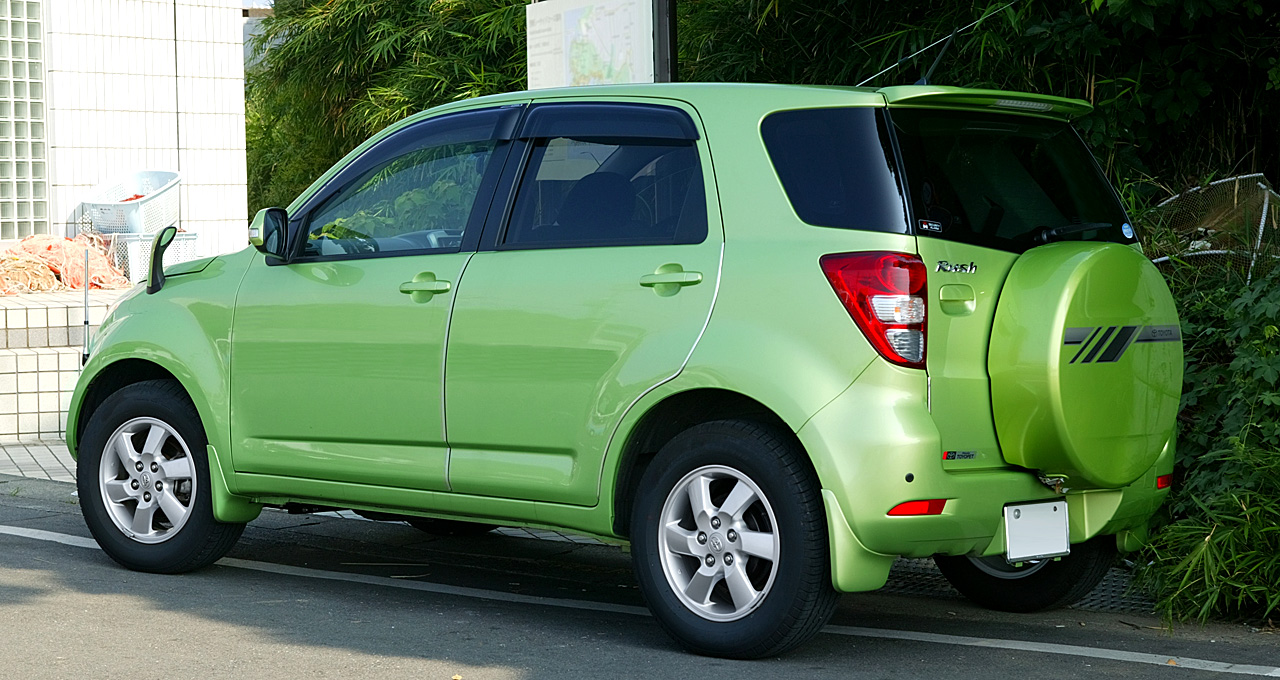
Toyota Rush（J200E；日本）
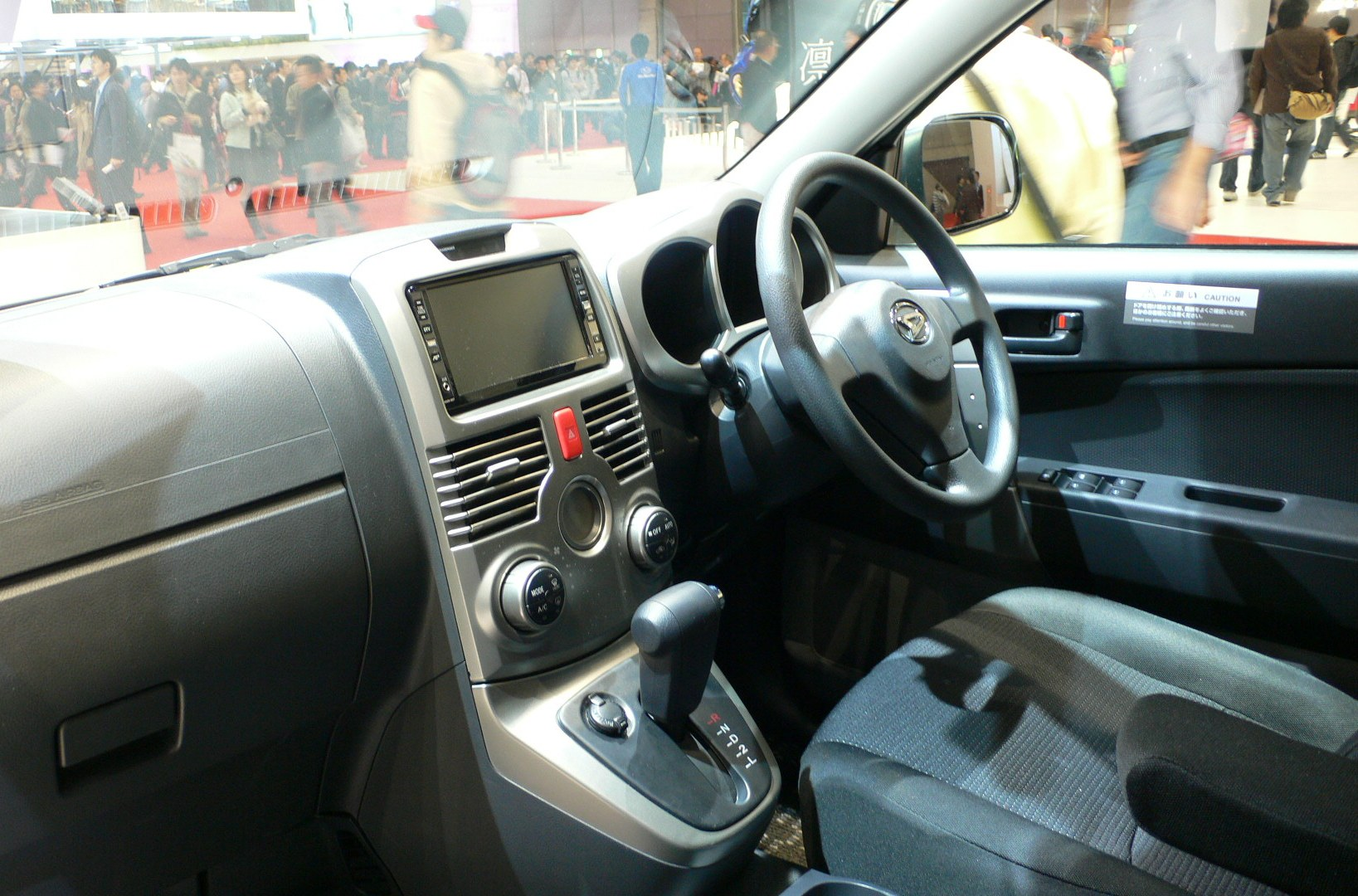
2006 Daihatsu Be‣go内装（日本）

#### 马来西亚

##### Toyota Rush
丰田Rush于2008年1月在马来西亚推出，有两种型号：1.5G（M/T和A/T）和1.5S（仅限A/T）。马来西亚的丰田Rush是长轴距7座版。
对于2011年，丰田更新了马来西亚的丰田Rush再次提供相同的两个变种：1.5G（M/T和A/T）和1.5S（仅限A/T）更新。

2015年4月，丰田推出了改款丰田Rush，非常类似于印度尼西亚的改款大发特锐和丰田Rush。外观变化包括重新设计的前保险杠、散热器和发动机罩。保险杠采用双色调效果，烤架采用人造碳纤维制成。在其他地方，还有一个新的集成镀铬衬里亮点贯穿前照灯和散热器格栅，重新设计的尾灯采用组合LED和烟熏镜头。同样可以使用相同的两种变体：1.5G（M/T和A/T）和1.5S（仅A/T）。1.5S还有其他设备，包括雾灯、后视镜镀铬盖、皮革方向盘和齿轮旋钮。

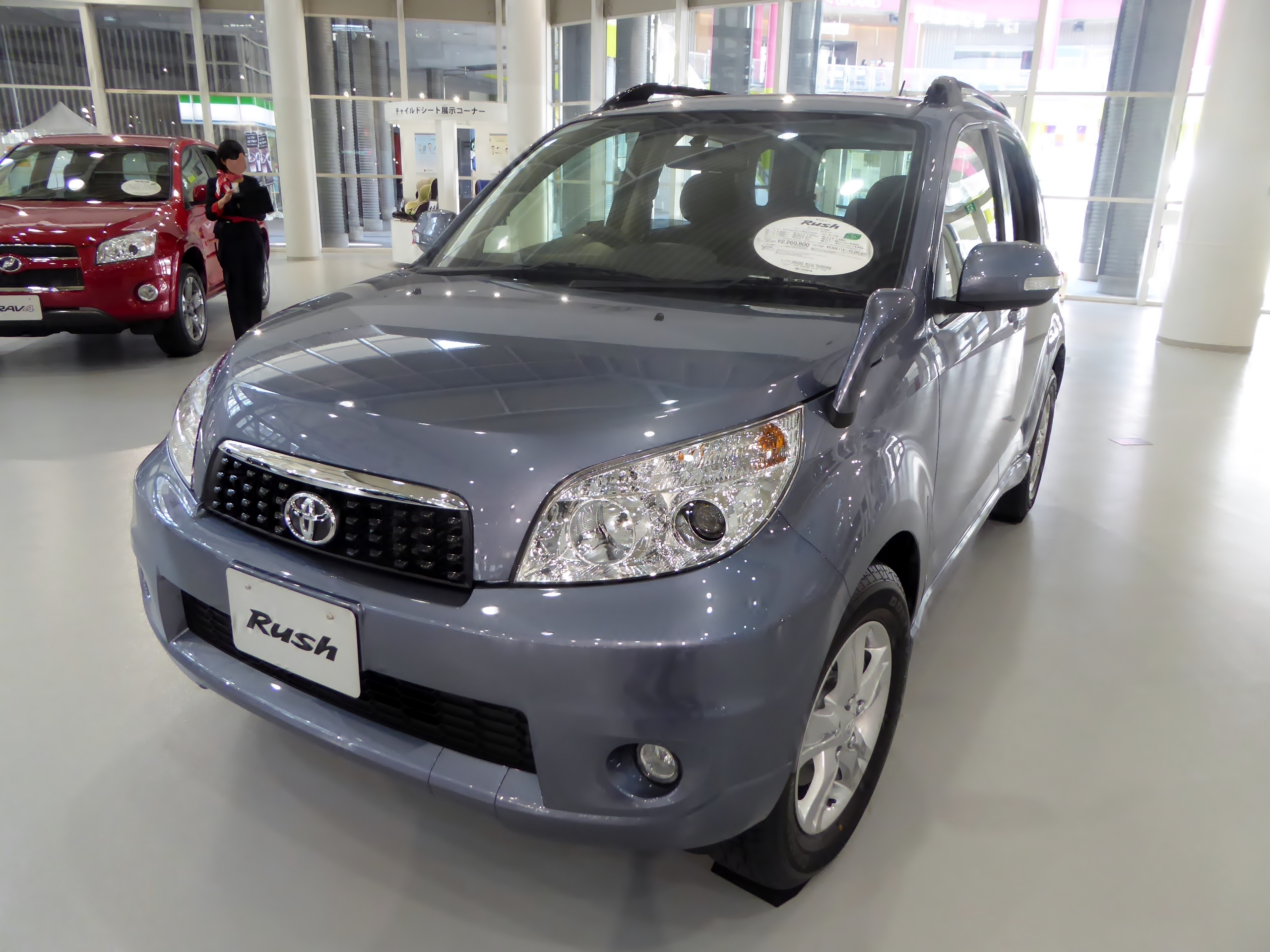
Toyota Rush 車頭 (第二代)

##### Perodua Nautica

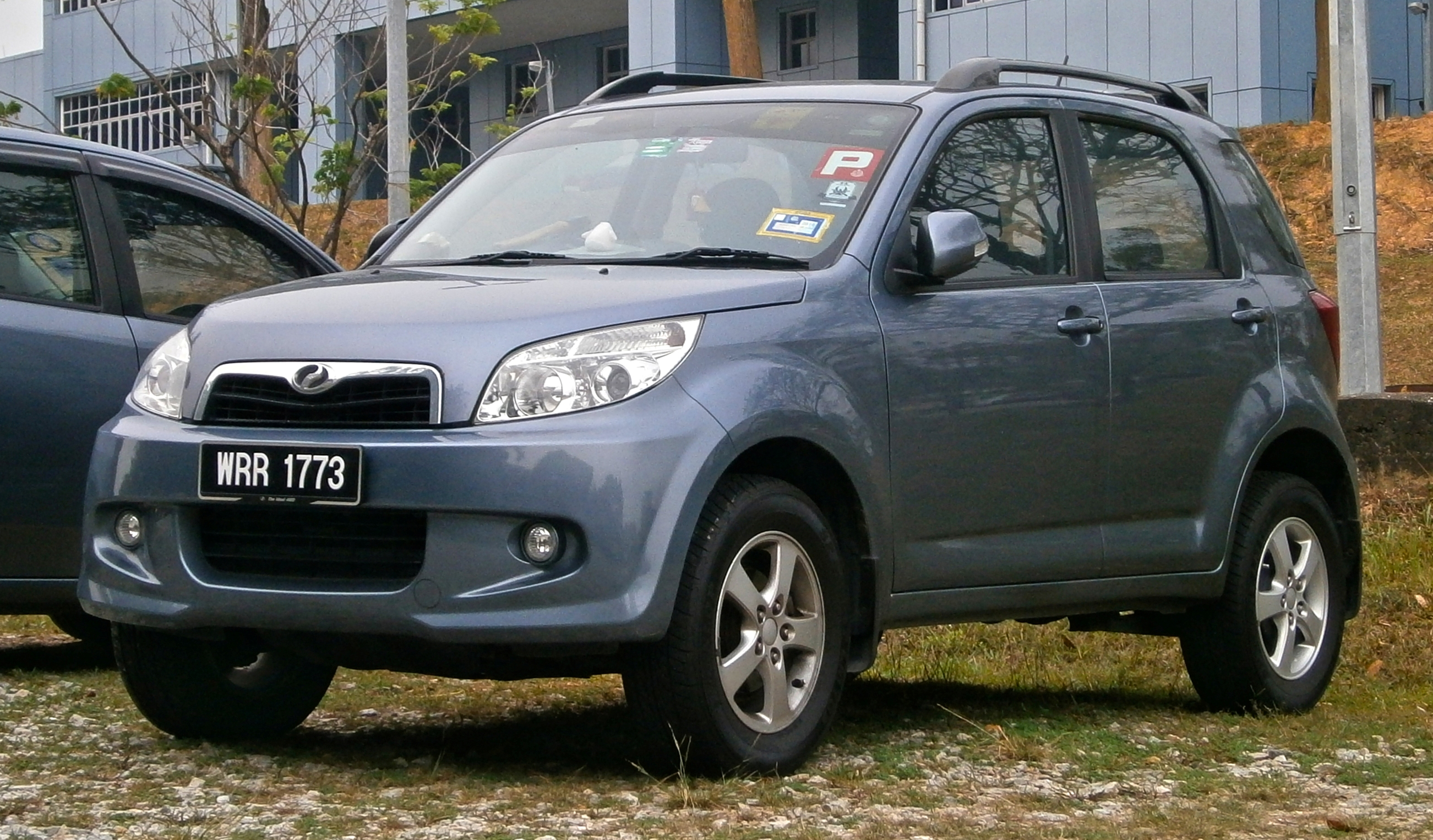
2008 Perodua Nautica

大发在马来西亚的当地合作伙伴第二国产车推出了Daihatsu Terios的短轴距版本。作为Perodua Nautica的出售，它于2008年5月在马来西亚推出。除了在马来西亚制造和安装的前格栅、前保险杠和后保险杠外，这是完全从日本进口的。它配备1.5升DVVT发动机，全时四轮驱动，投影机前照灯，5座内置暗装。Perodua Nautica的价格与长轴距Toyota Rush差别不大。只有两种颜色可供选择（Medallion Grey和Majestic Black），仅提供自动变速箱。然而在推出后不到一年，Nautica于2009年悄然停产，总共仅售出了489个单位。

## 第三代 (F800/F850; 2017–现在)
2017年11月，基于丰田Avanza/Xenia平台的Rush开始正式量產。与前代相比，设计更加精简，具提升式的后车门而不是侧开式后门，并且不在后门上安装备用轮胎。这款车仅以一种轴距版本（长轴距版本）销售。

### 发售市场

#### Toyota Rush

##### Perodua Aruz
Perodua Aruz于2019年1月15日被发布。 "Aruz"起源于马来语"arus"这个词, 即 "气流". 原厂于2018年12月进行媒体预览而2019年1月3日起开放预定，发布时已有2,200个预购. Perodua Aruz有7人座版本，仅限4速自动变速箱于分为2个等级: 1.5 X和1.5 AV (Advance)。 2019年3月，Perodua已累计14,000预购和交付4000台Aruz 。截至2019年6月起，大略13,000Aruz已被交付，预购数量为25,000。

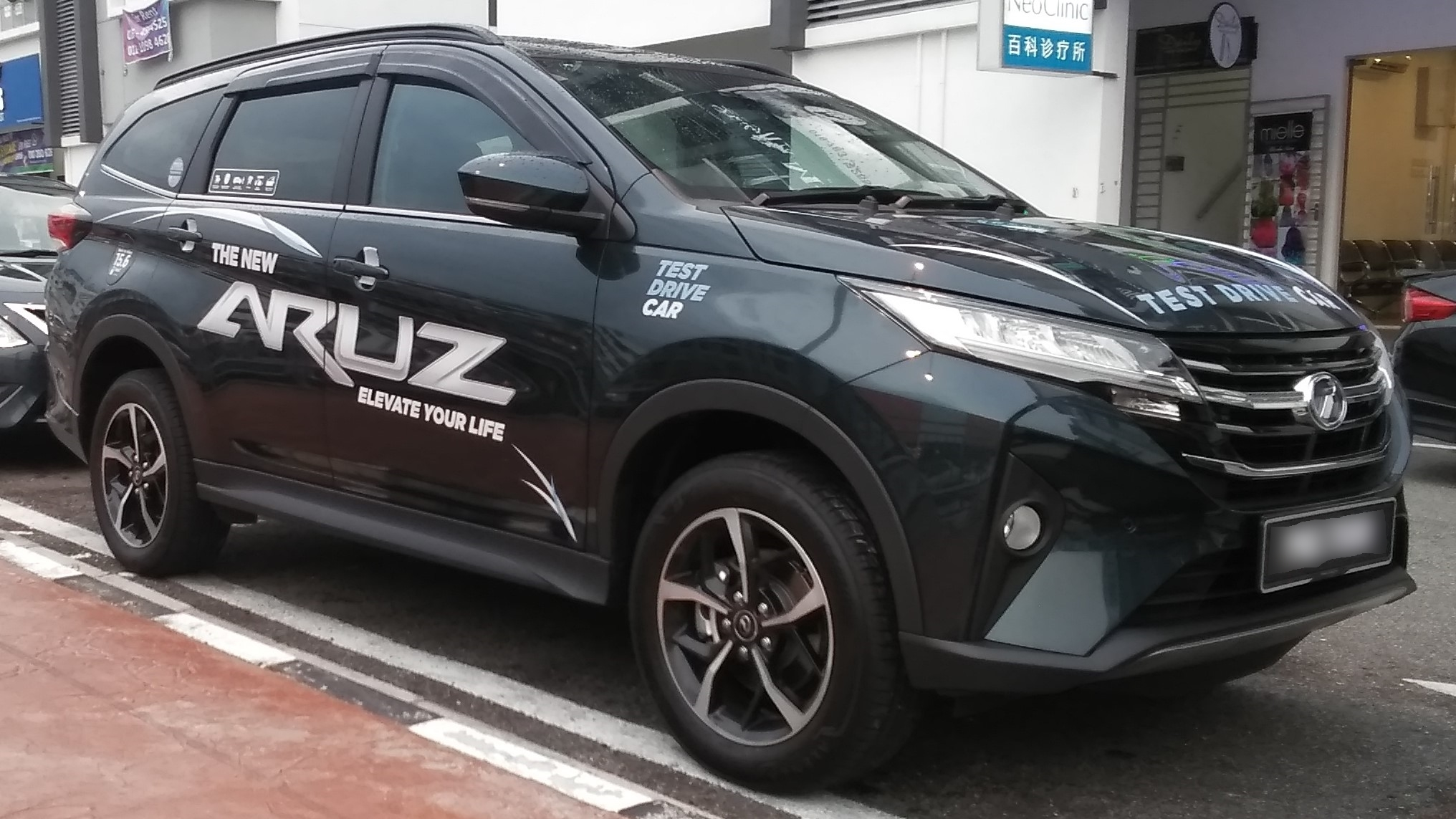
2019 Perodua Aruz 1.5 AV（F850RG，马来西亚）
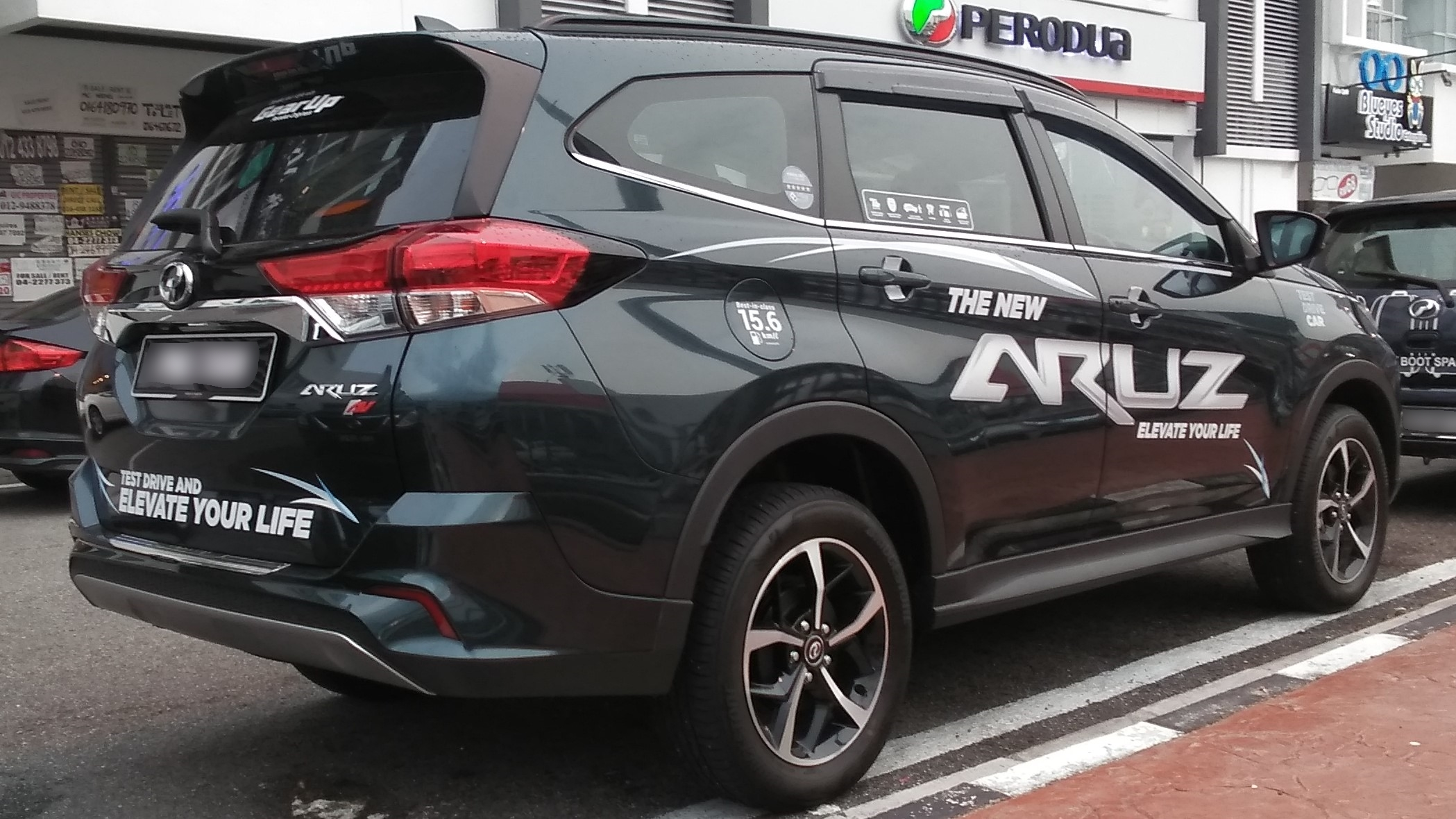
2019 Perodua Aruz 1.5 AV（F850RG, 马来西亚）
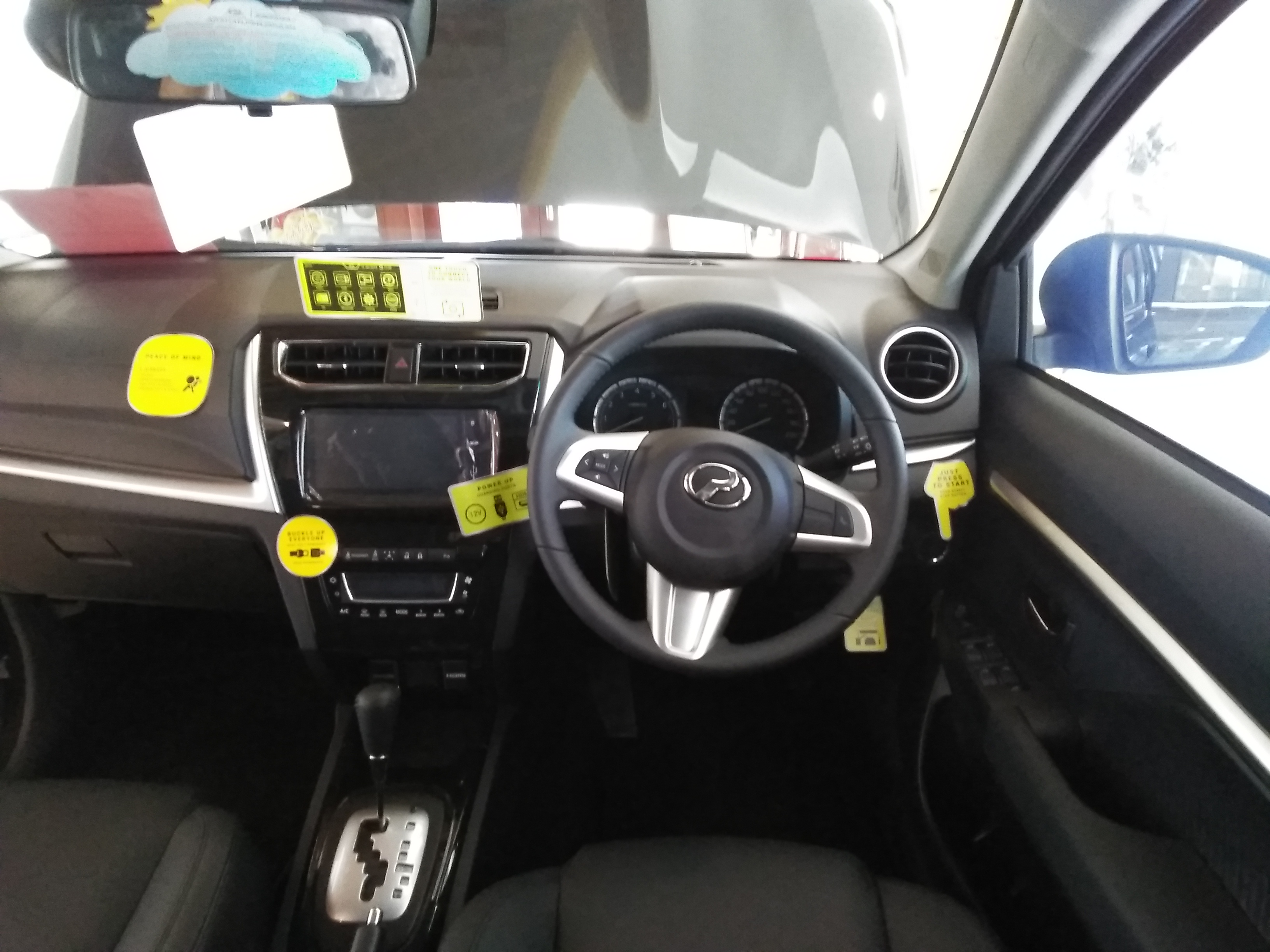
内装

### 圖集

#### Daihatsu Terios

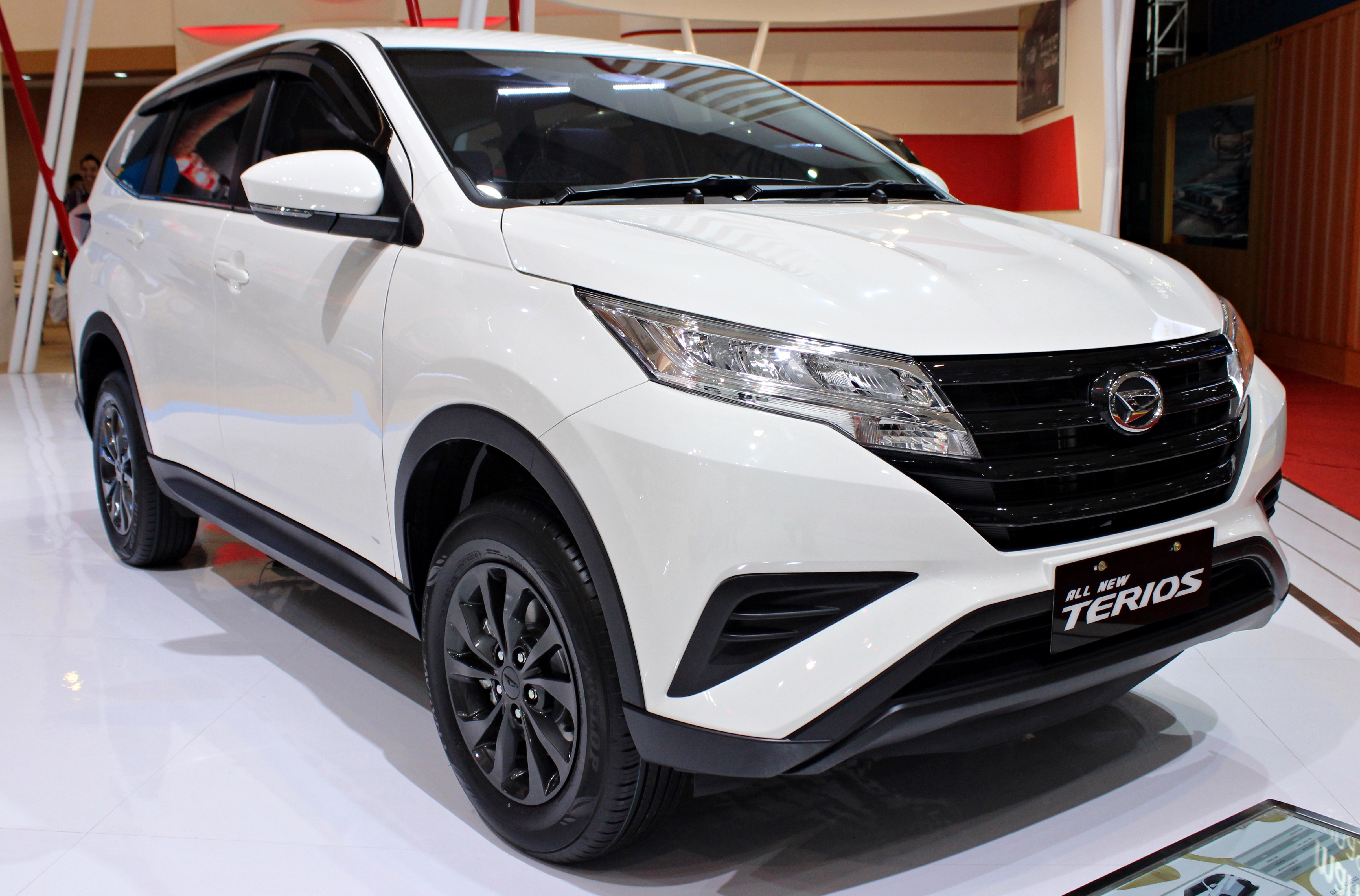
2018 Daihatsu Terios X Deluxe（F800RG，印度尼西亚）
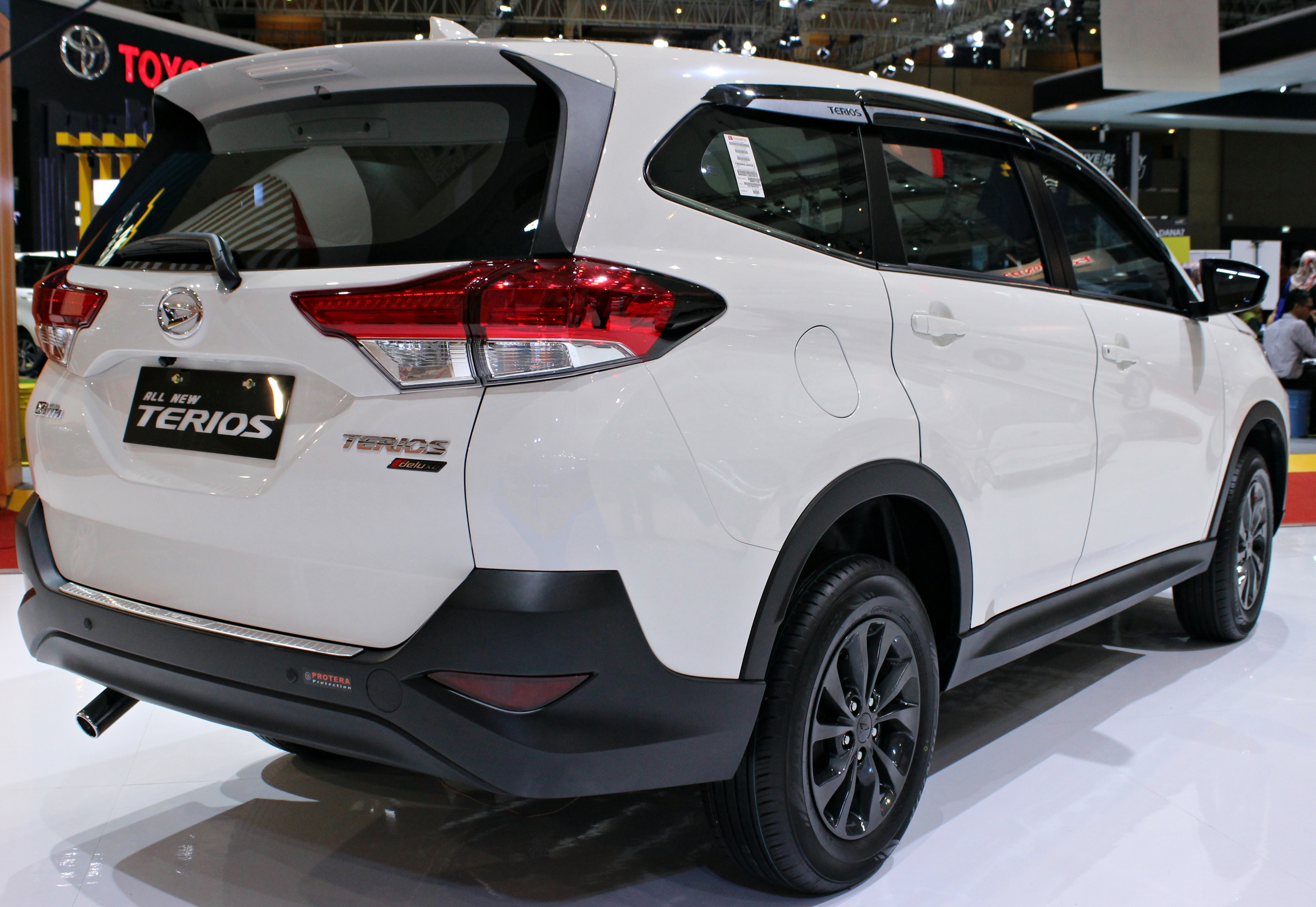
2018 Daihatsu Terios X Deluxe（F800RG，印度尼西亚）
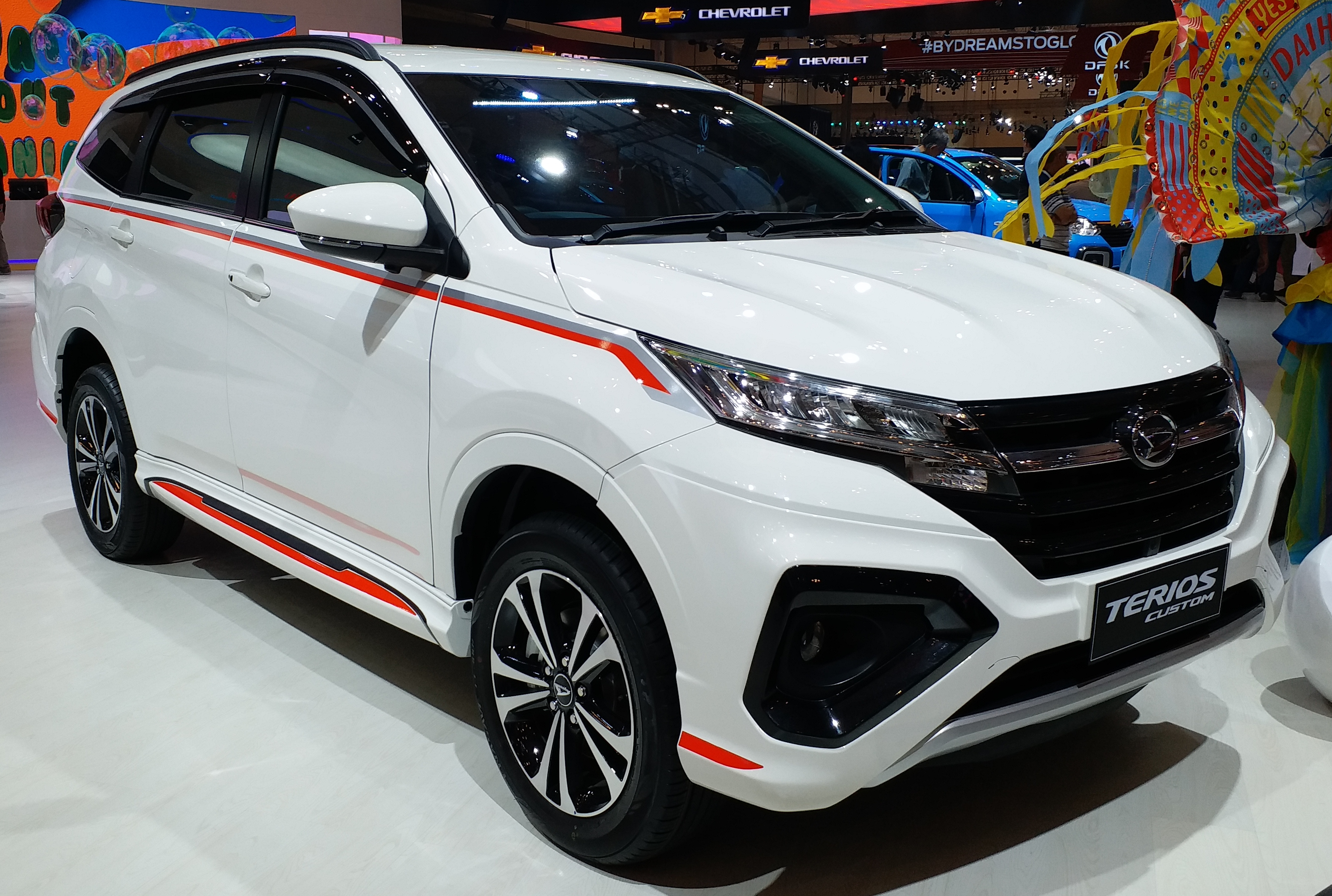
2018 Daihatsu Terios R Custom（F800RG，印度尼西亚）
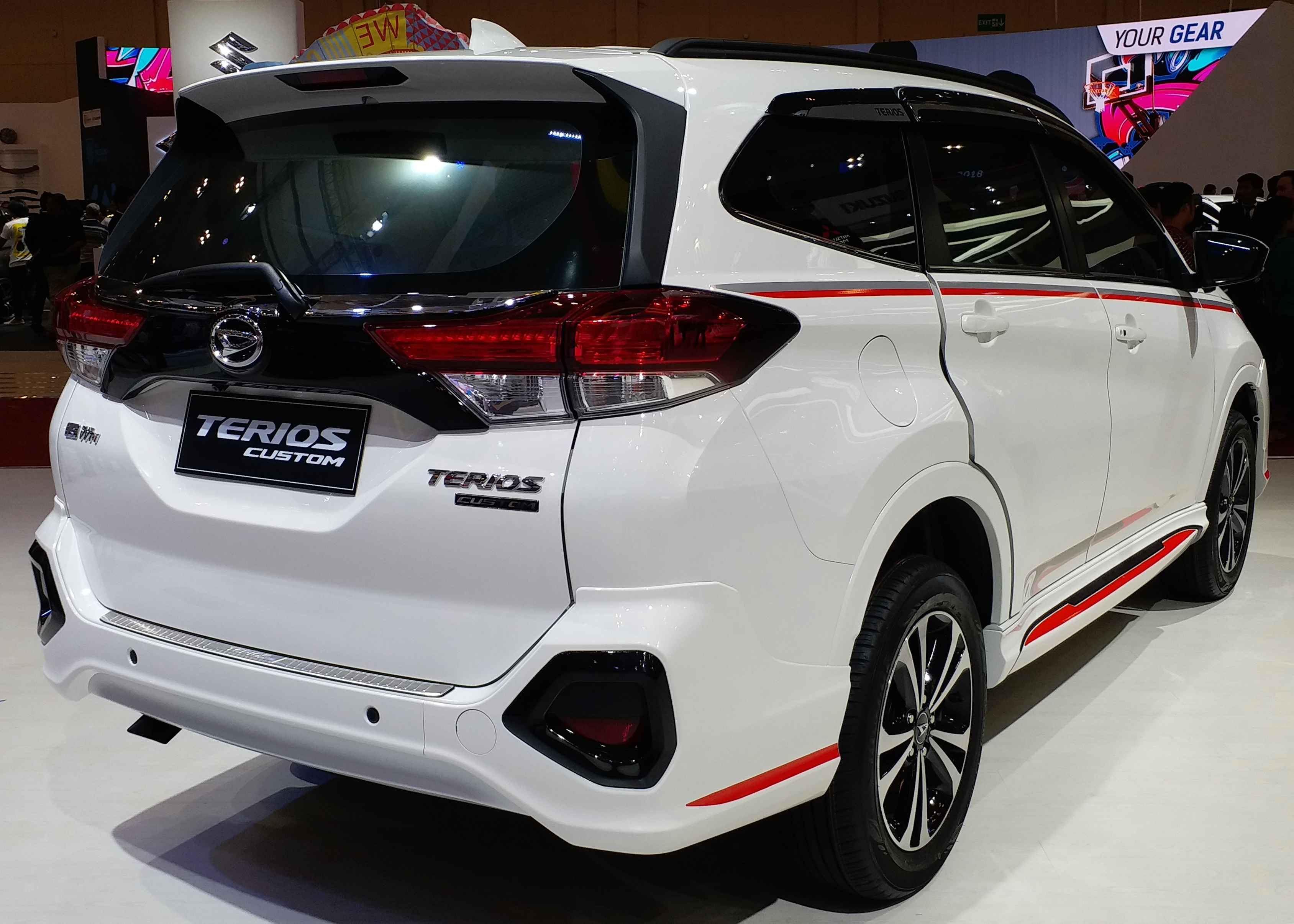
2018 Daihatsu Terios R Custom（F800RG，印度尼西亚）
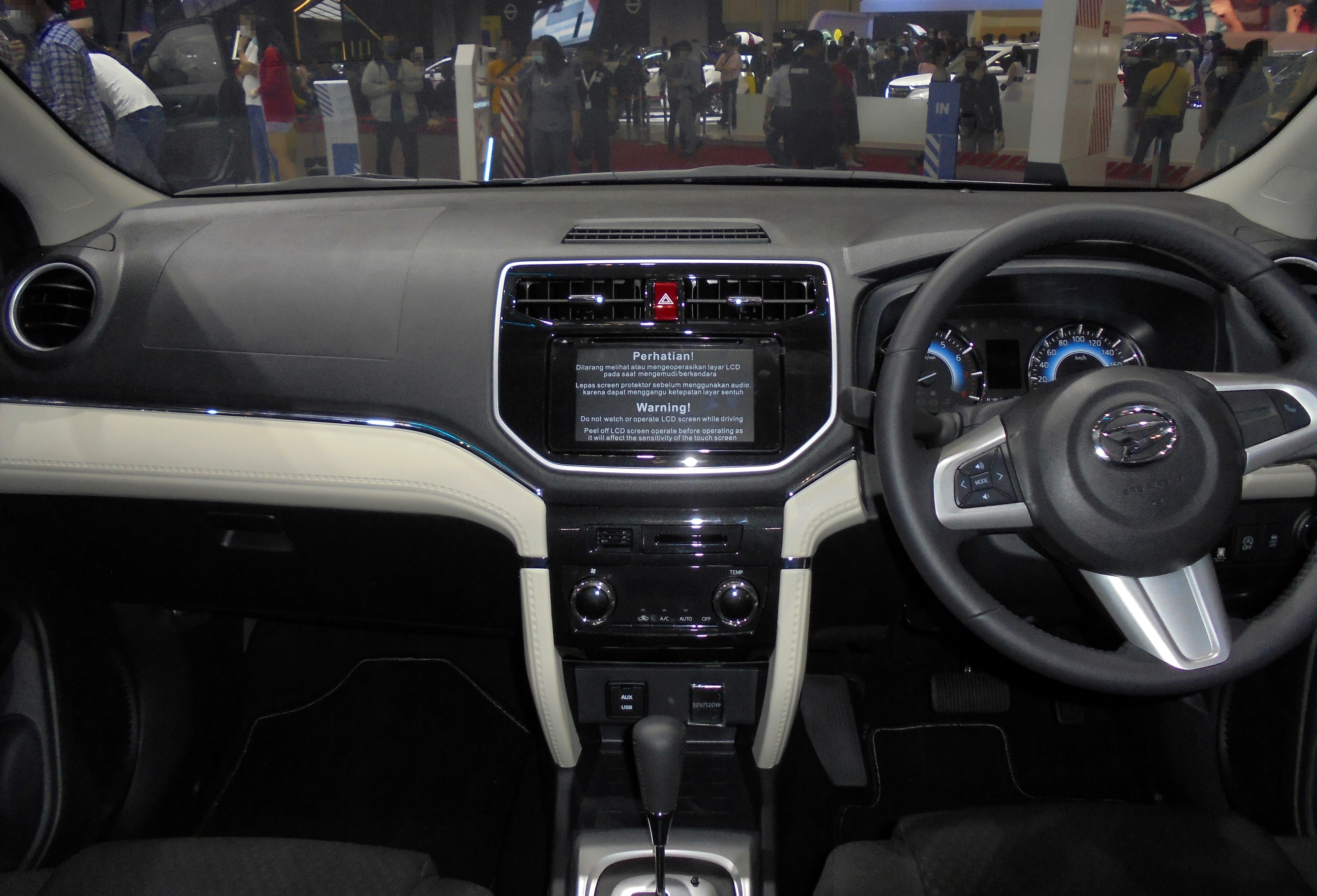
2021 Daihatsu Terios R Deluxe interior（印度尼西亚）
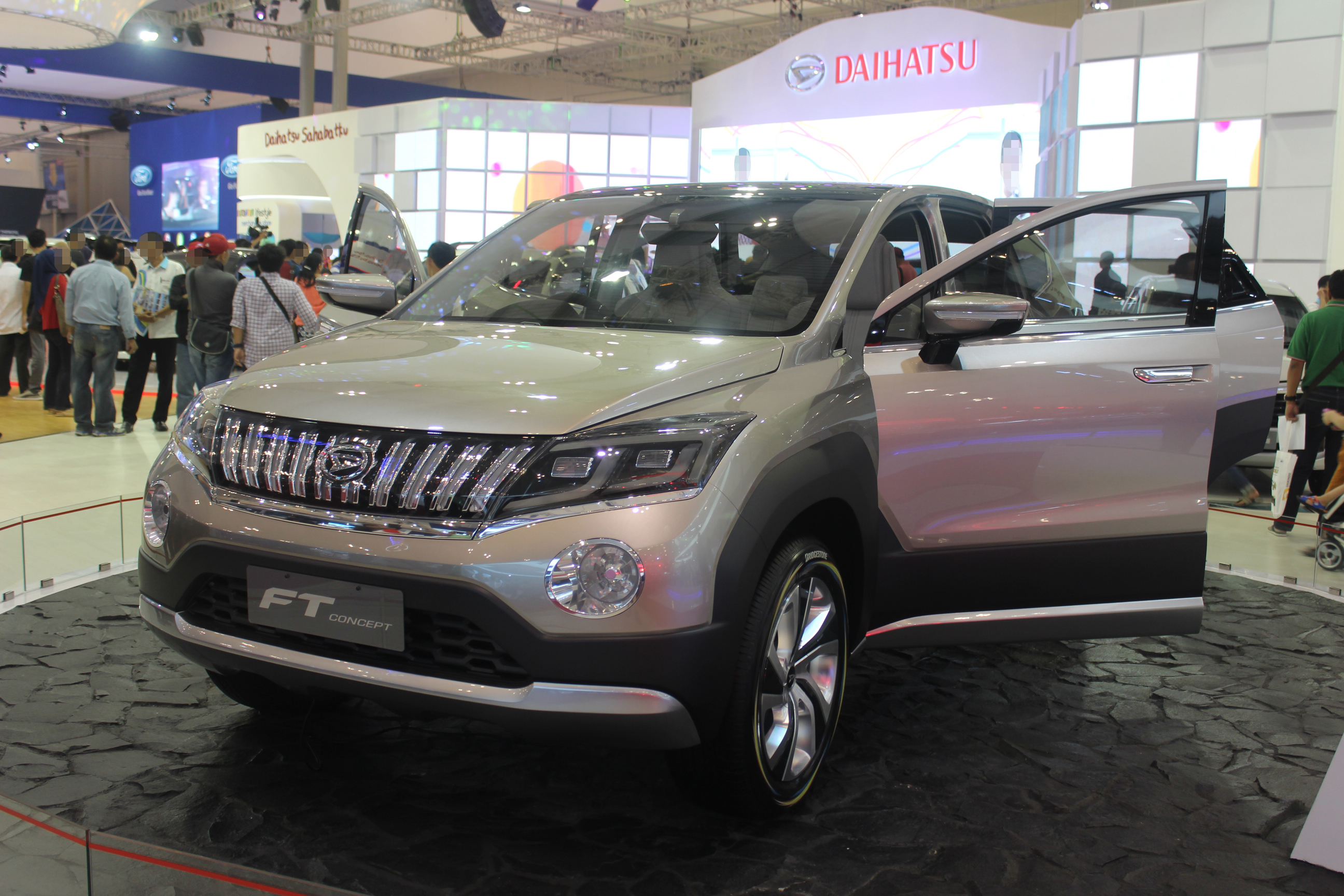
Daihatsu FT Concept

#### Toyota Rush

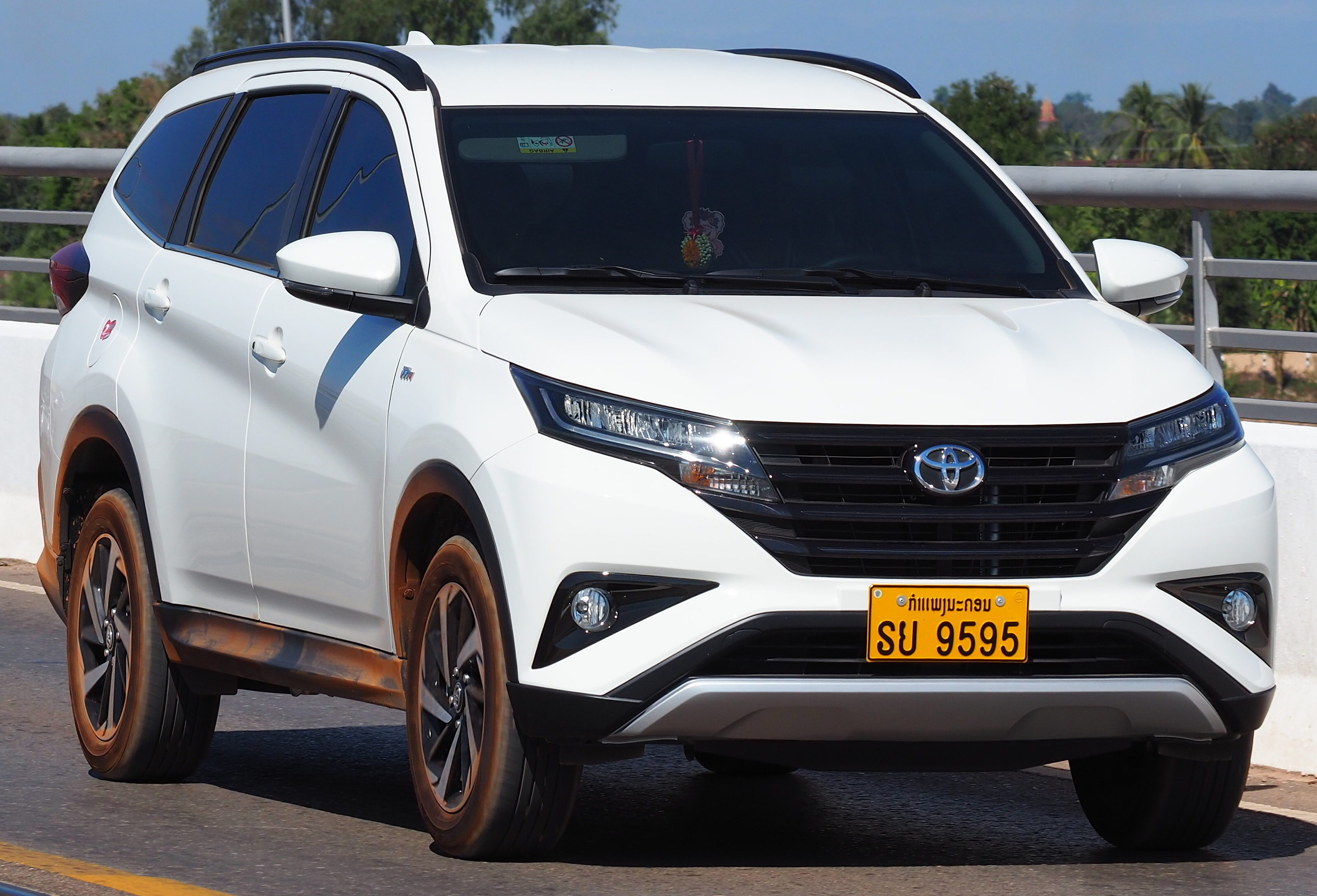
2018 Toyota Rush 1.5 S（F800LE, 老挝）
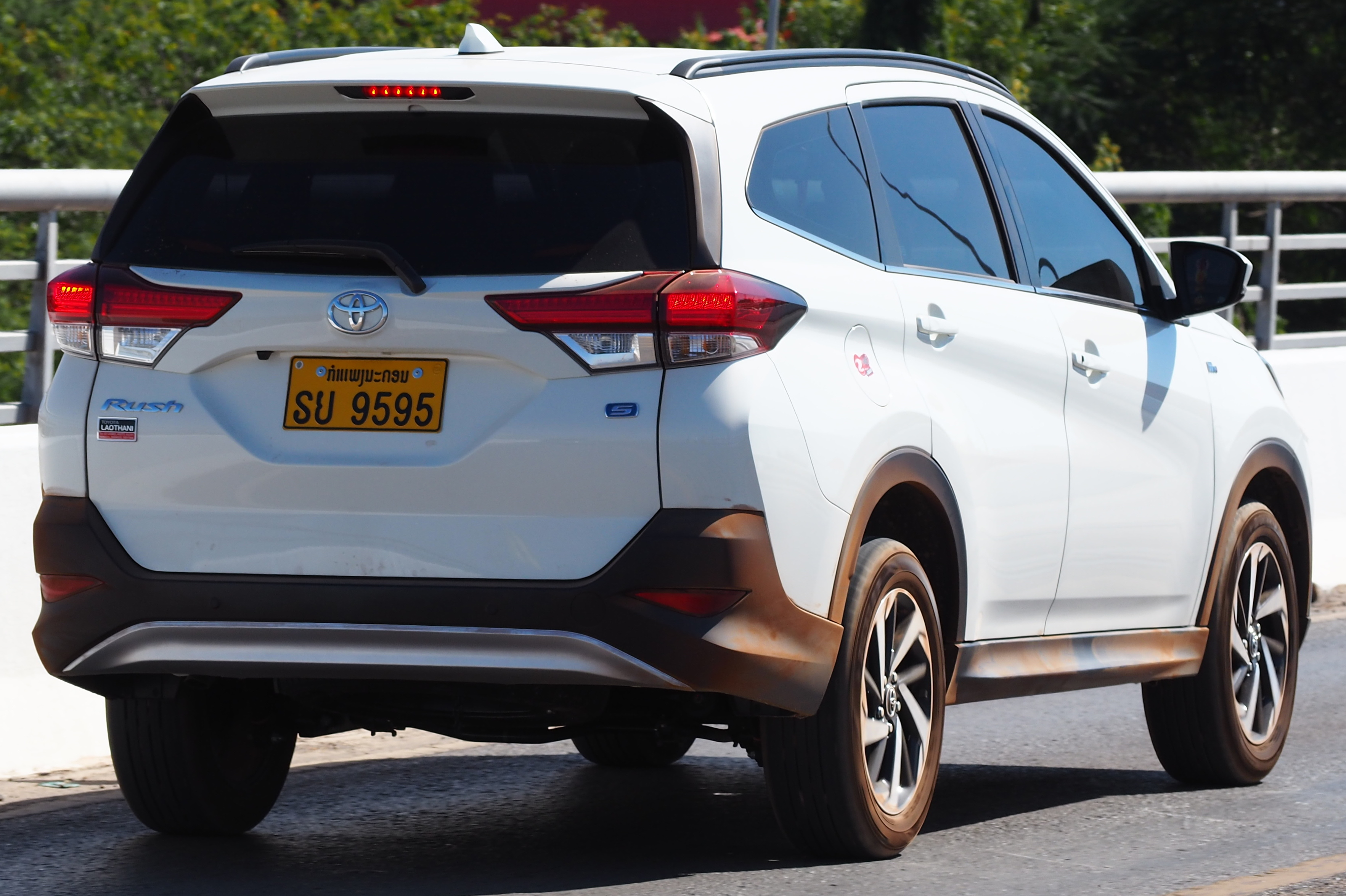
2018 Toyota Rush 1.5 S（F800LE, 老挝）
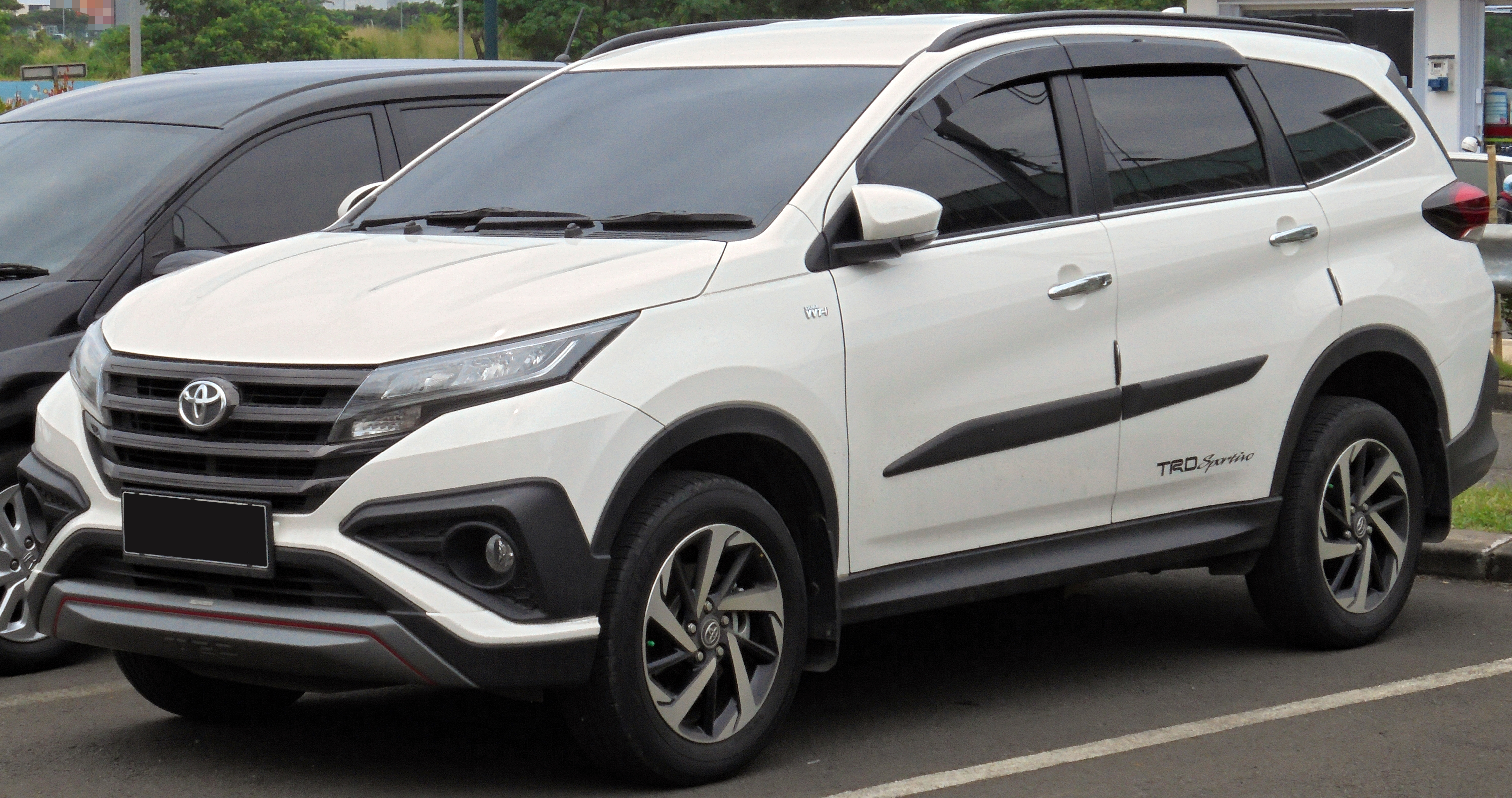
2018 Toyota Rush 1.5 TRD Sportivo（F800RE，印度尼西亚）
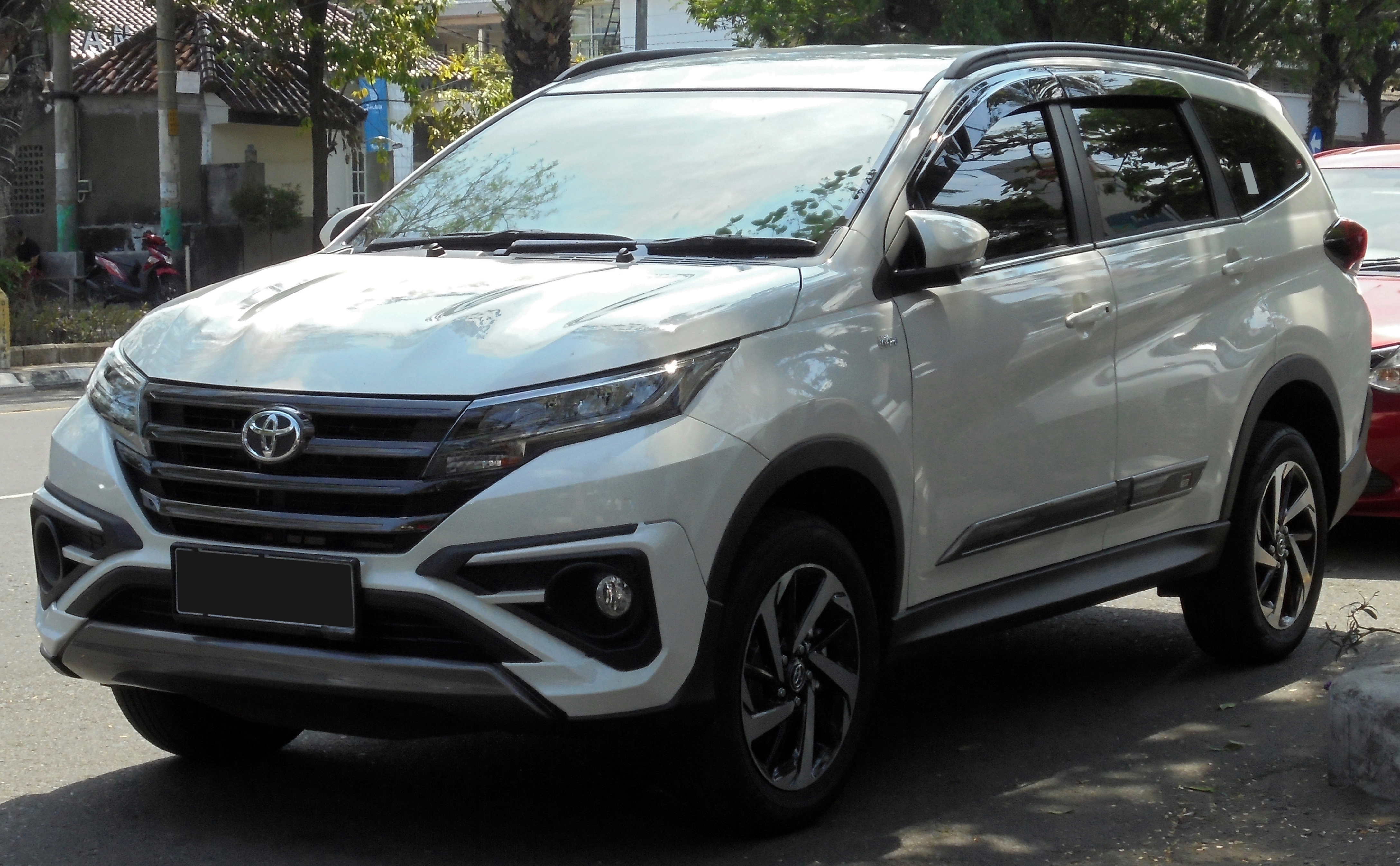
2021 Toyota Rush 1.5 GR Sport（F800RE，印度尼西亚）
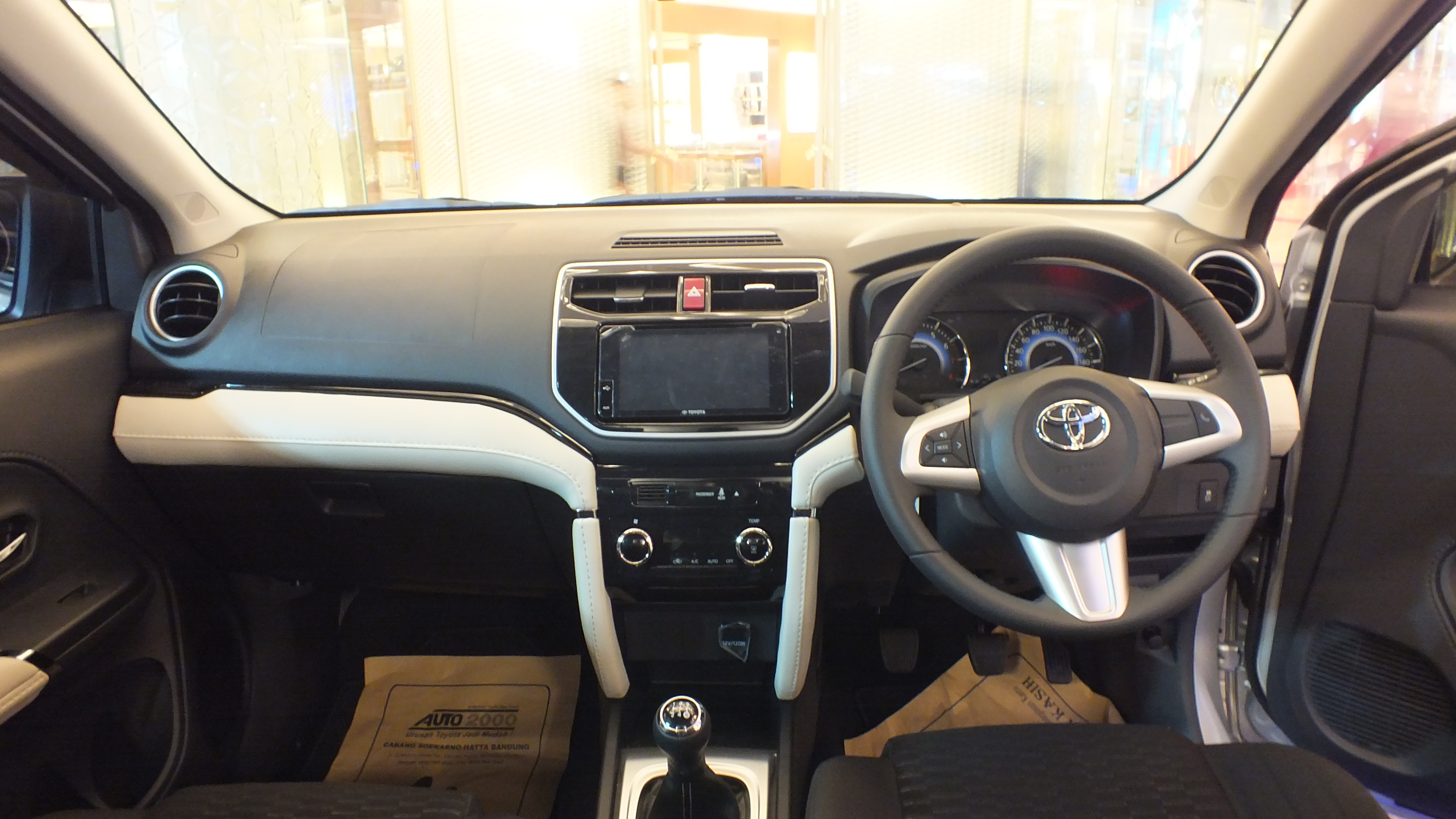
2018 Toyota Rush 1.5 TRD Sportivo interior（印度尼西亚）